# Emléktáblák Gödöllőn
Gödöllő szócikkhez kapcsolódó képgaléria, mely helyi, országos vagy nemzetközi hírű személyekkel, valamint épületekkel, műtárgyakkal, helynevekkel és eseményekkel összefüggő emléktáblákat tartalmaz.

## Galéria

### Emléktáblák

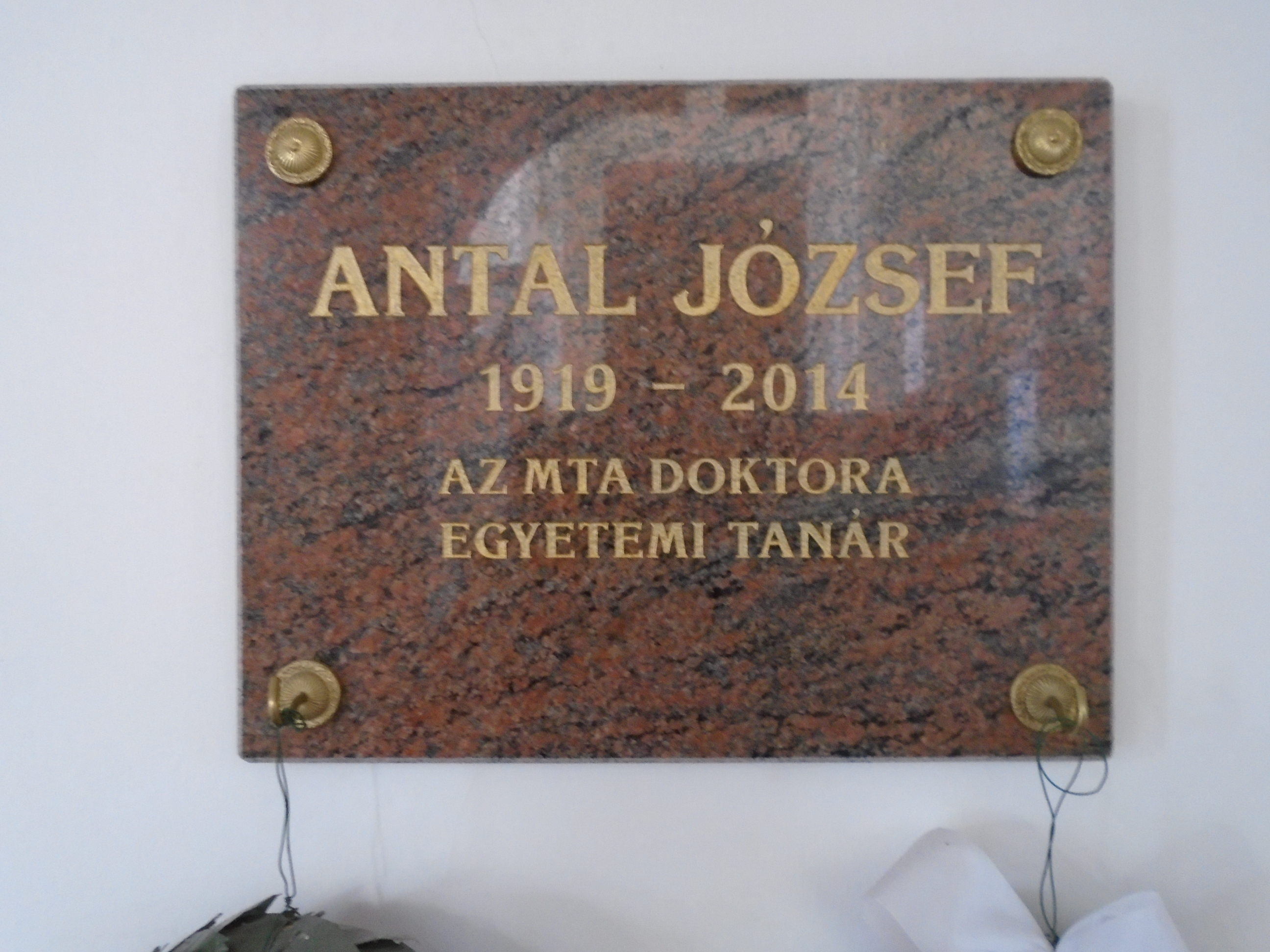
Antal József, Páter Károly utca 1.
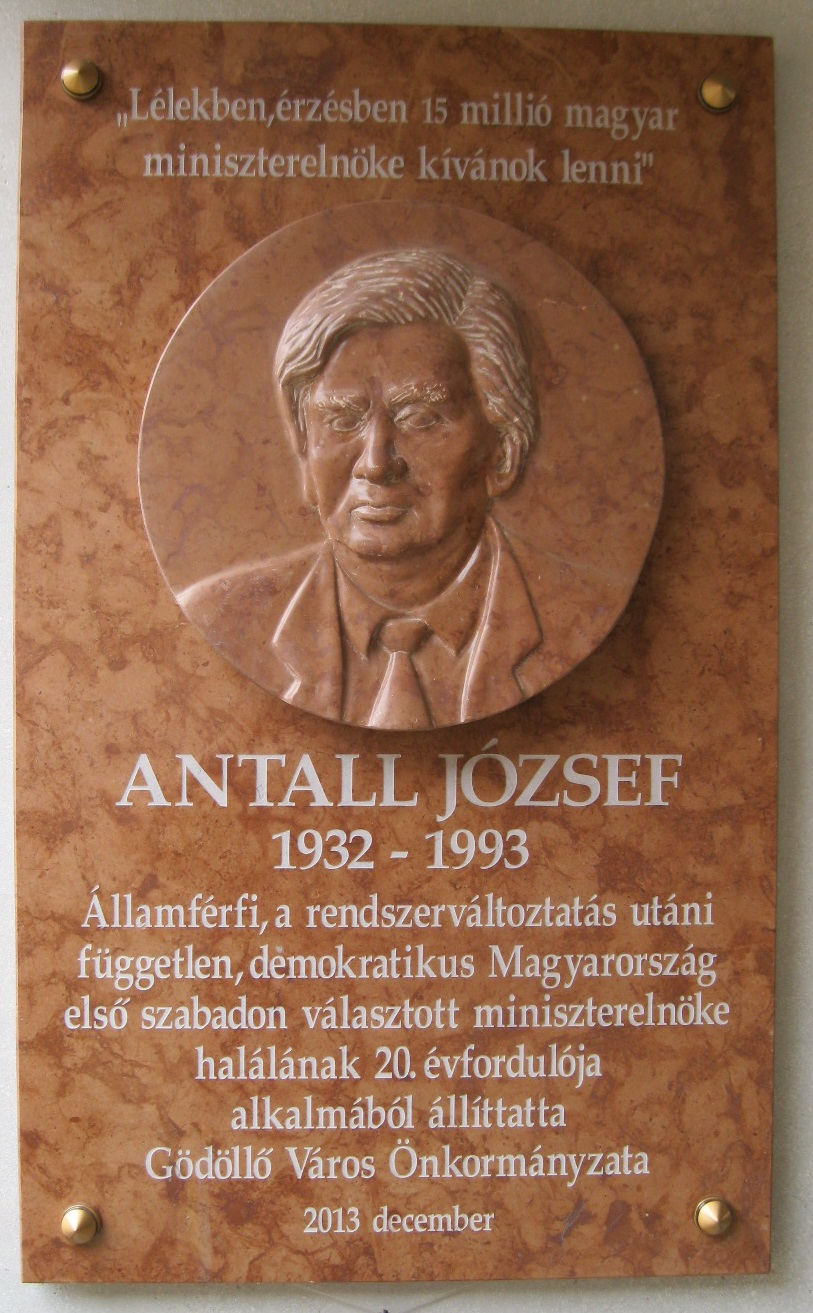
Antall József, Dózsa György út 8.
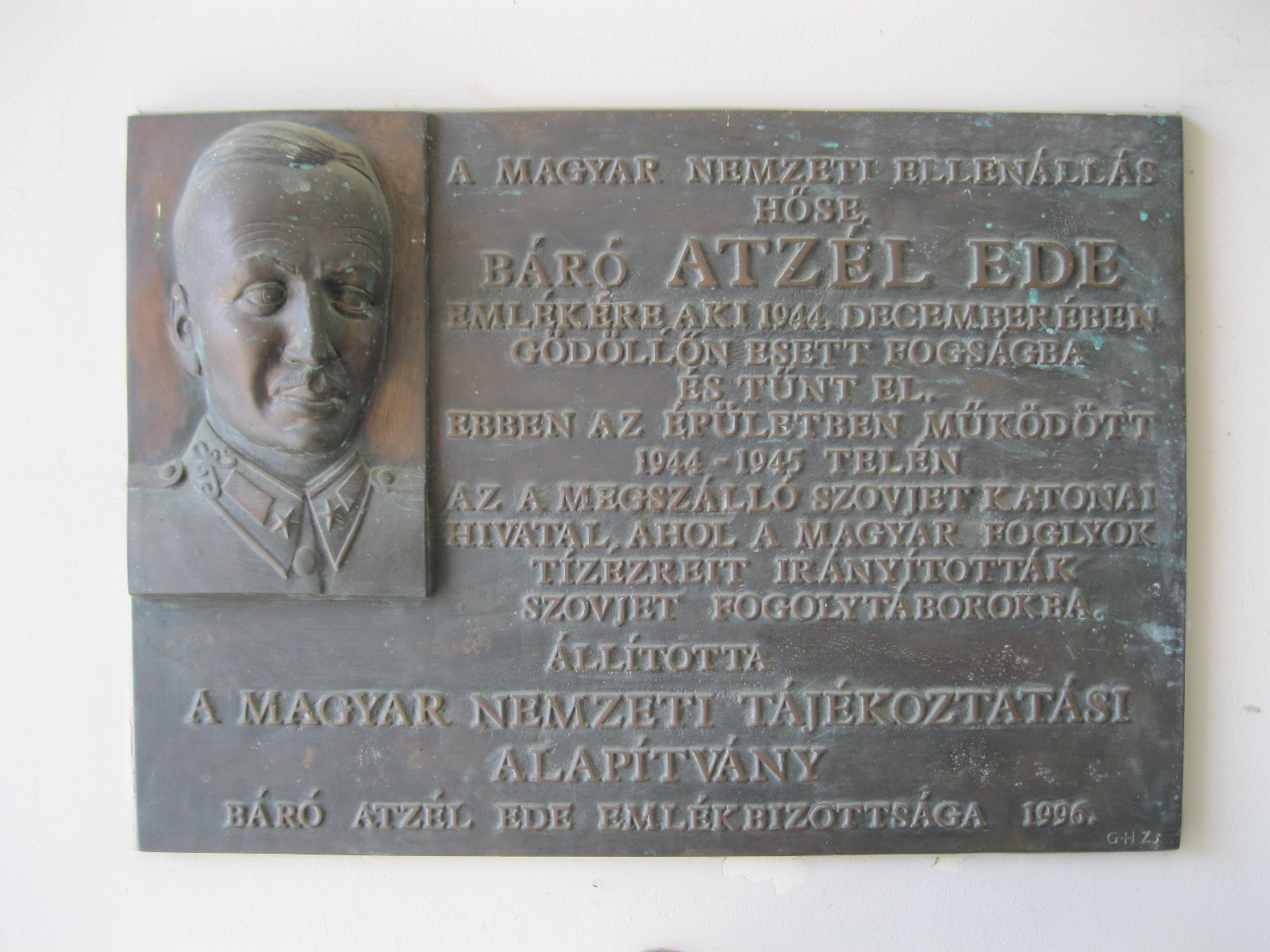
Atzél Ede, Szabadság tér 10.
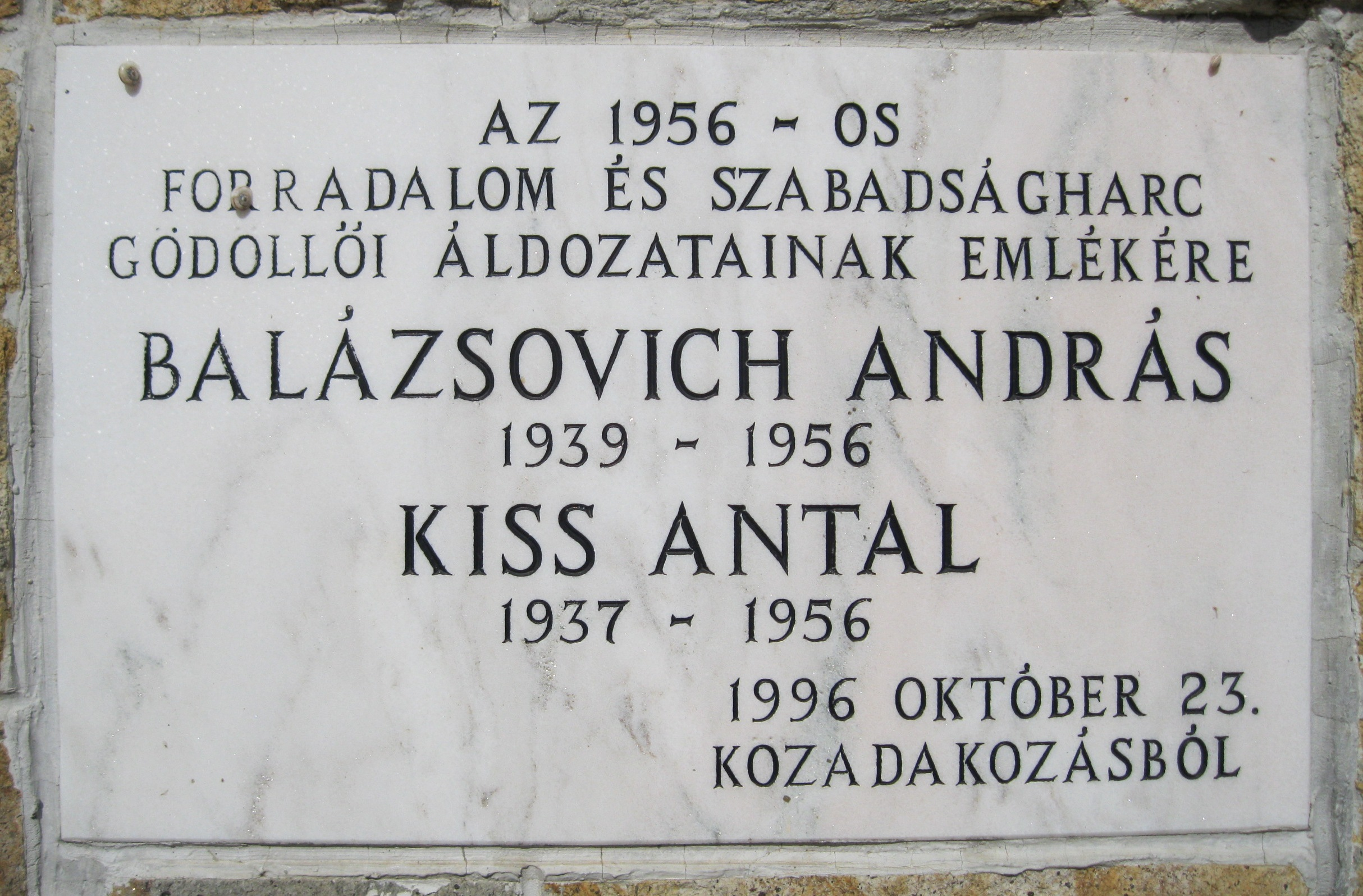
Balázsovich András és Kiss Antal, Szabadság út 9.
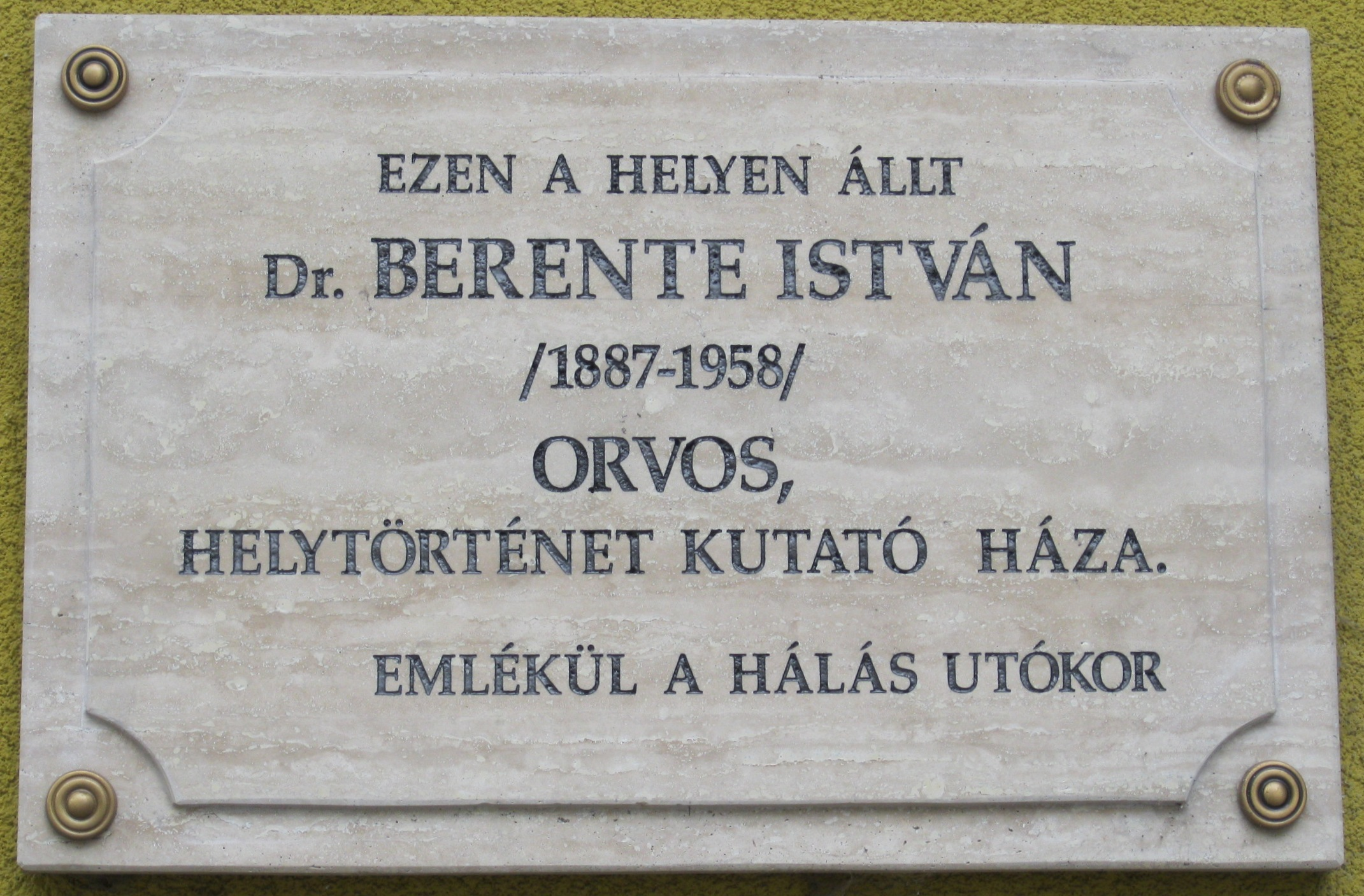
Berente István, Dózsa György út 30.
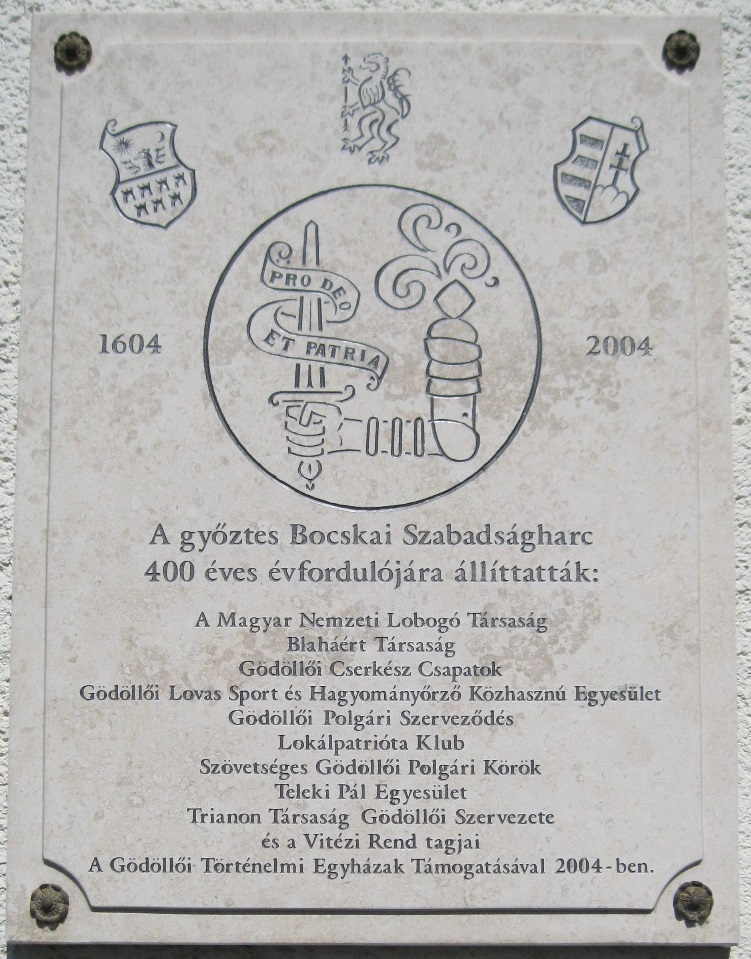
Bocskai-szabadságharc, Szabadság tér 9. 2022-ben már nem található már az épület falán.
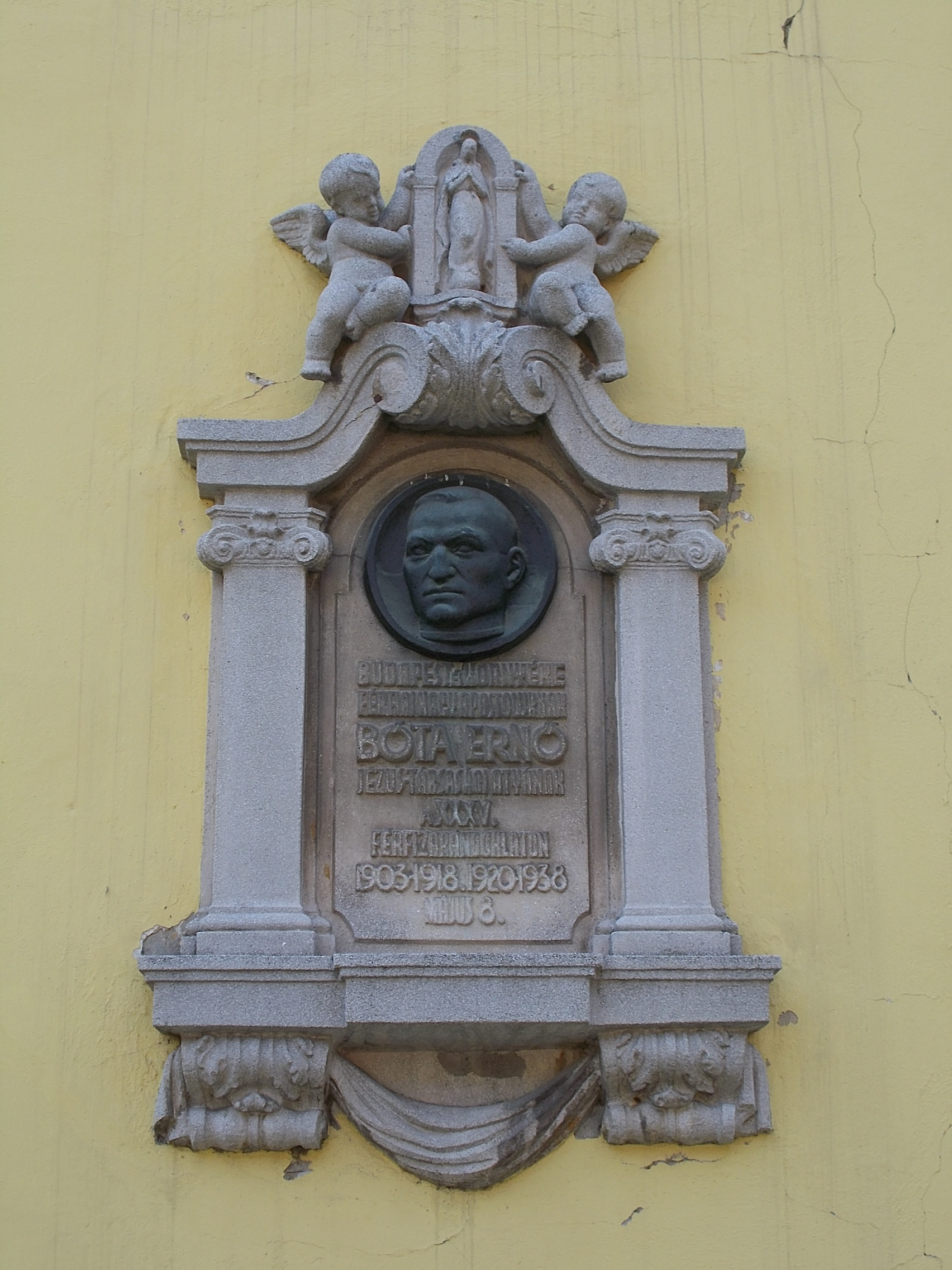
Bóta Ernő, Kapucinusok tere 1.
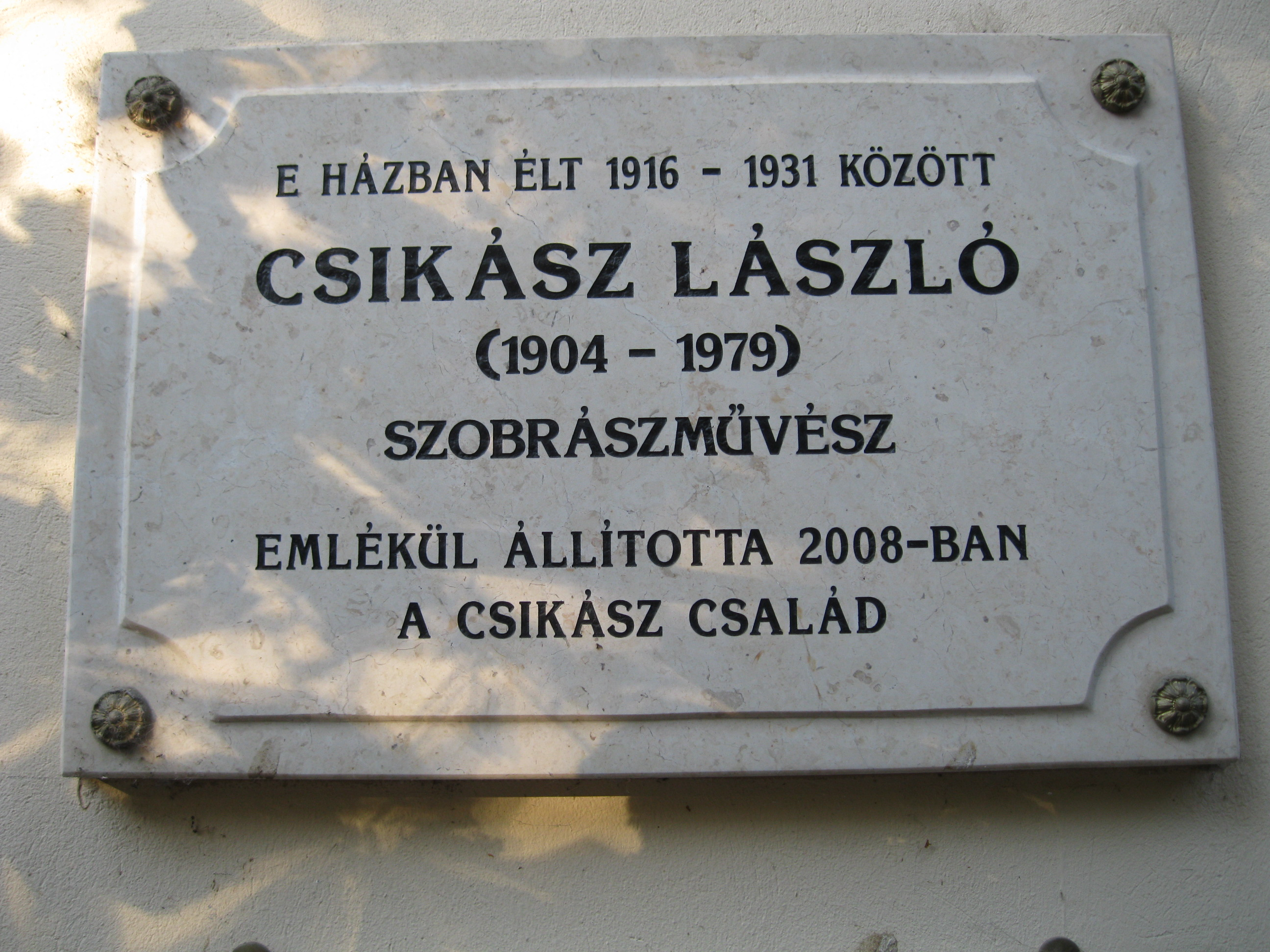
Csikász László, Táncsics Mihály utca 10.
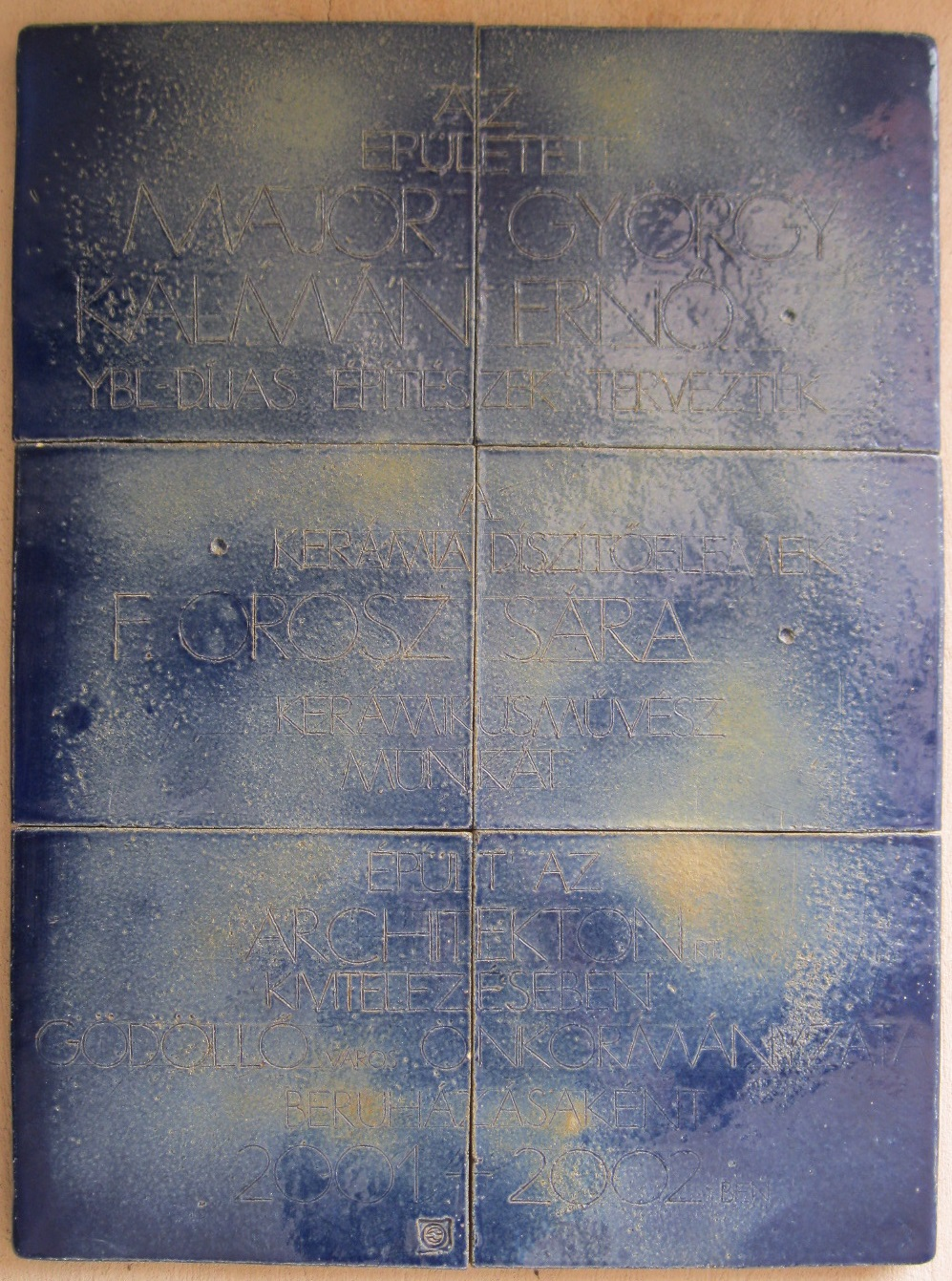
Dózsa György út 8. számú épület, Dózsa György út 8.
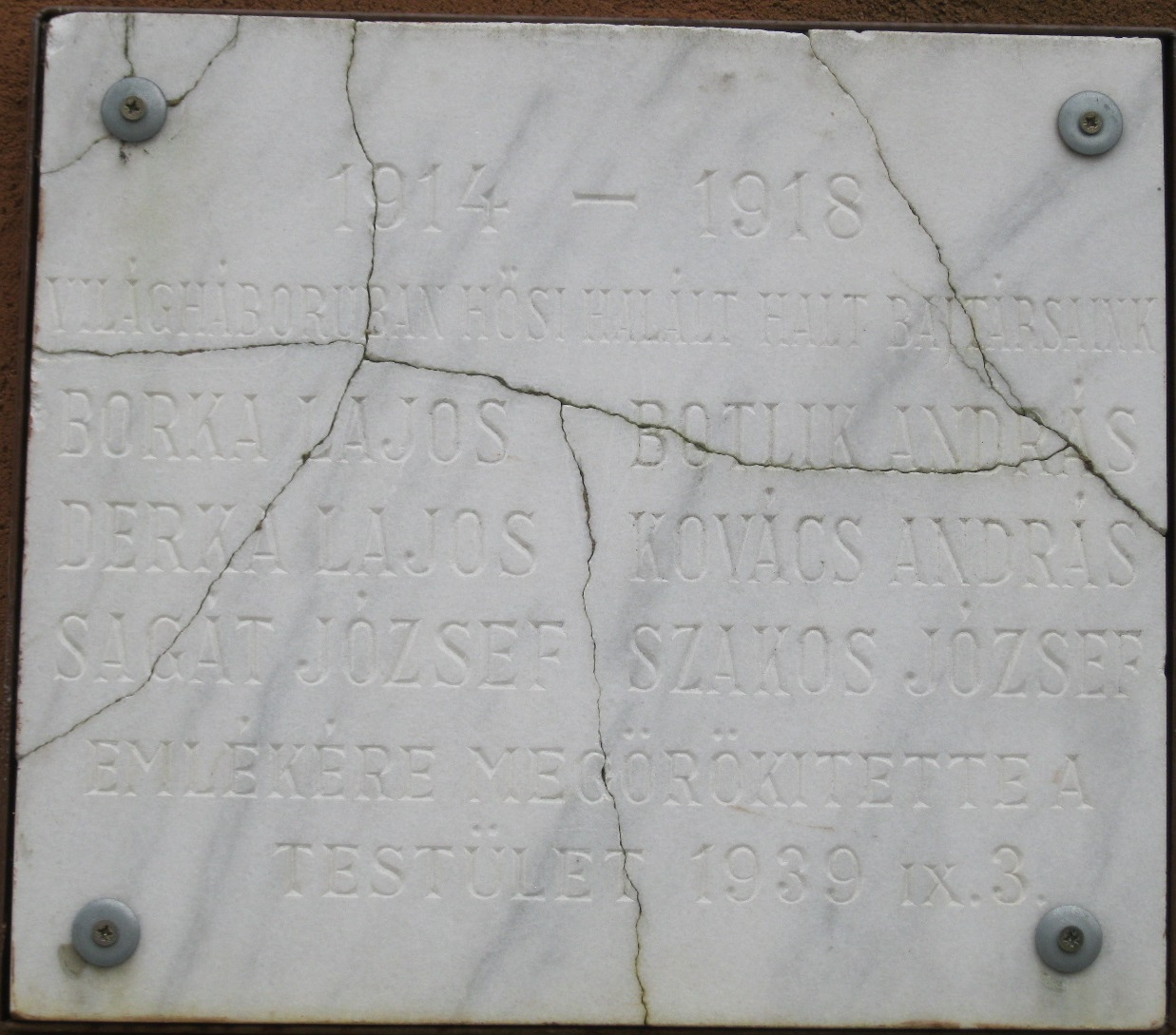
első világháborús gödöllői tűzoltó hősi halottak, Szabadság út 28.
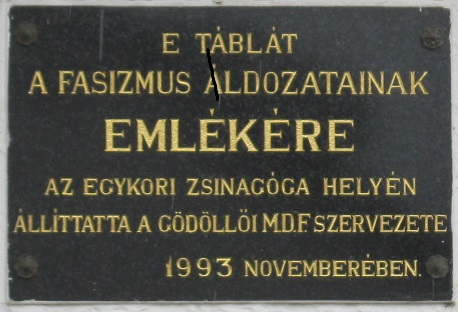
fasizmus áldozatai, Kossuth Lajos utca 5-7.
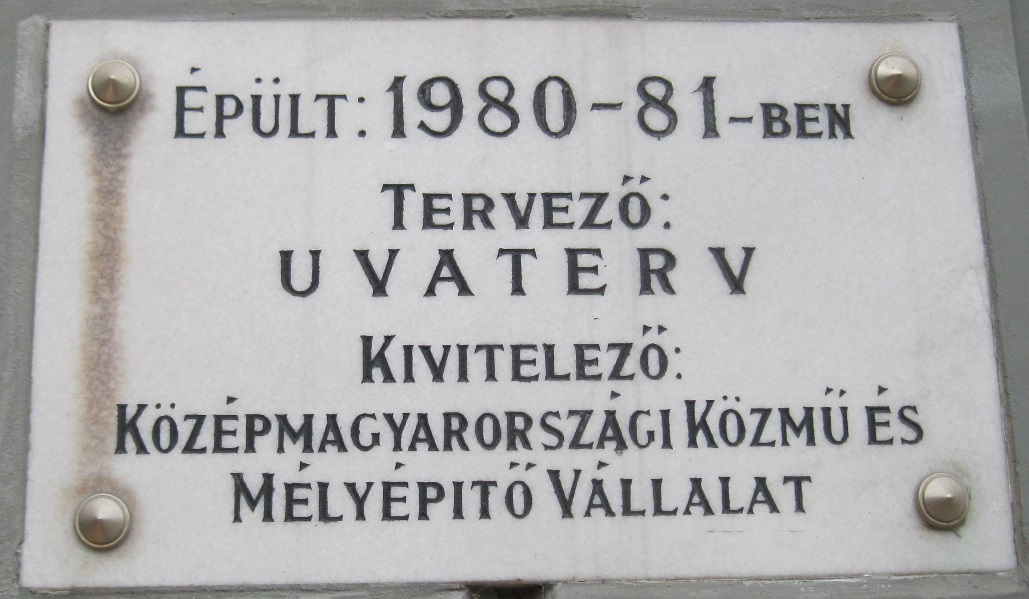
gödöllői aluljáró, Szabadság út
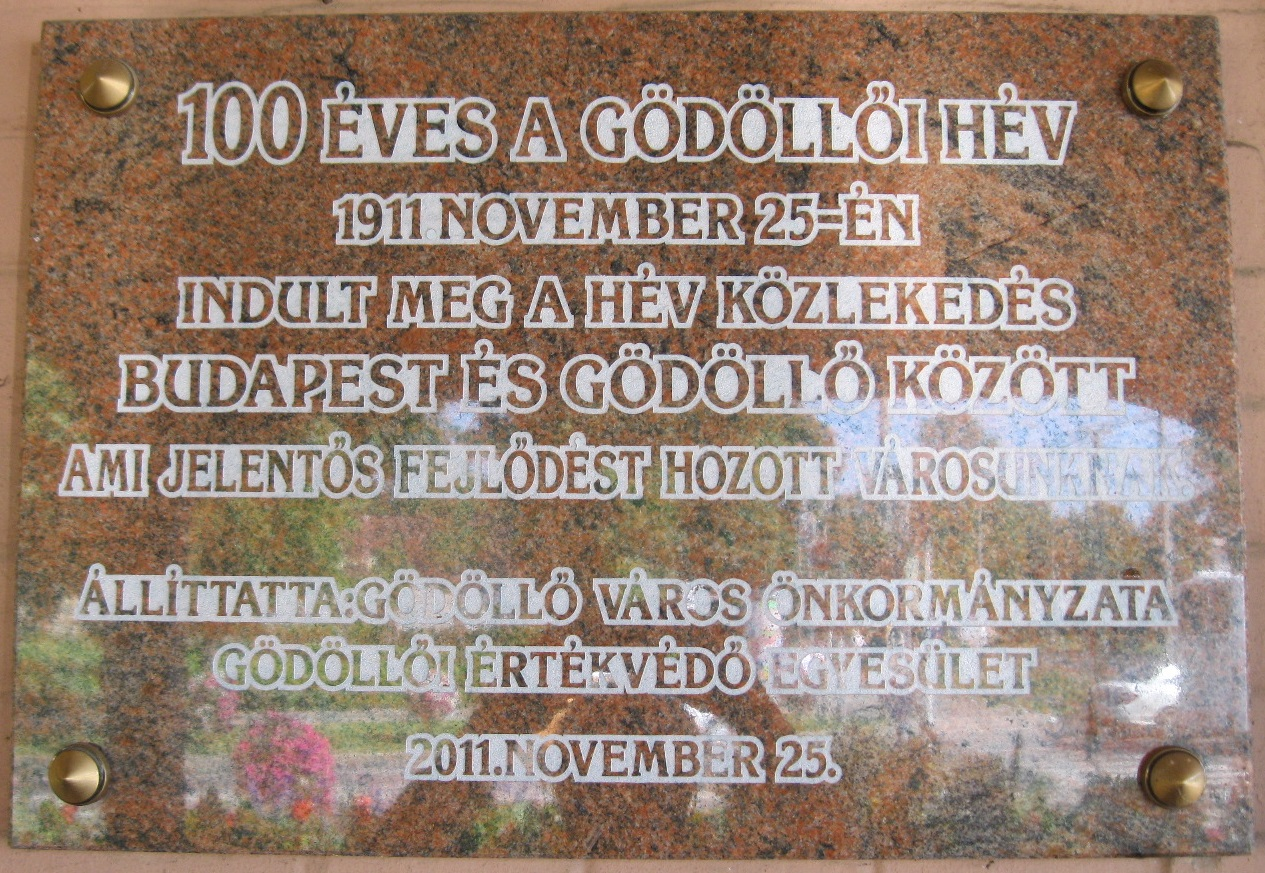
Gödöllői HÉV, Szabadság tér HÉV-állomás
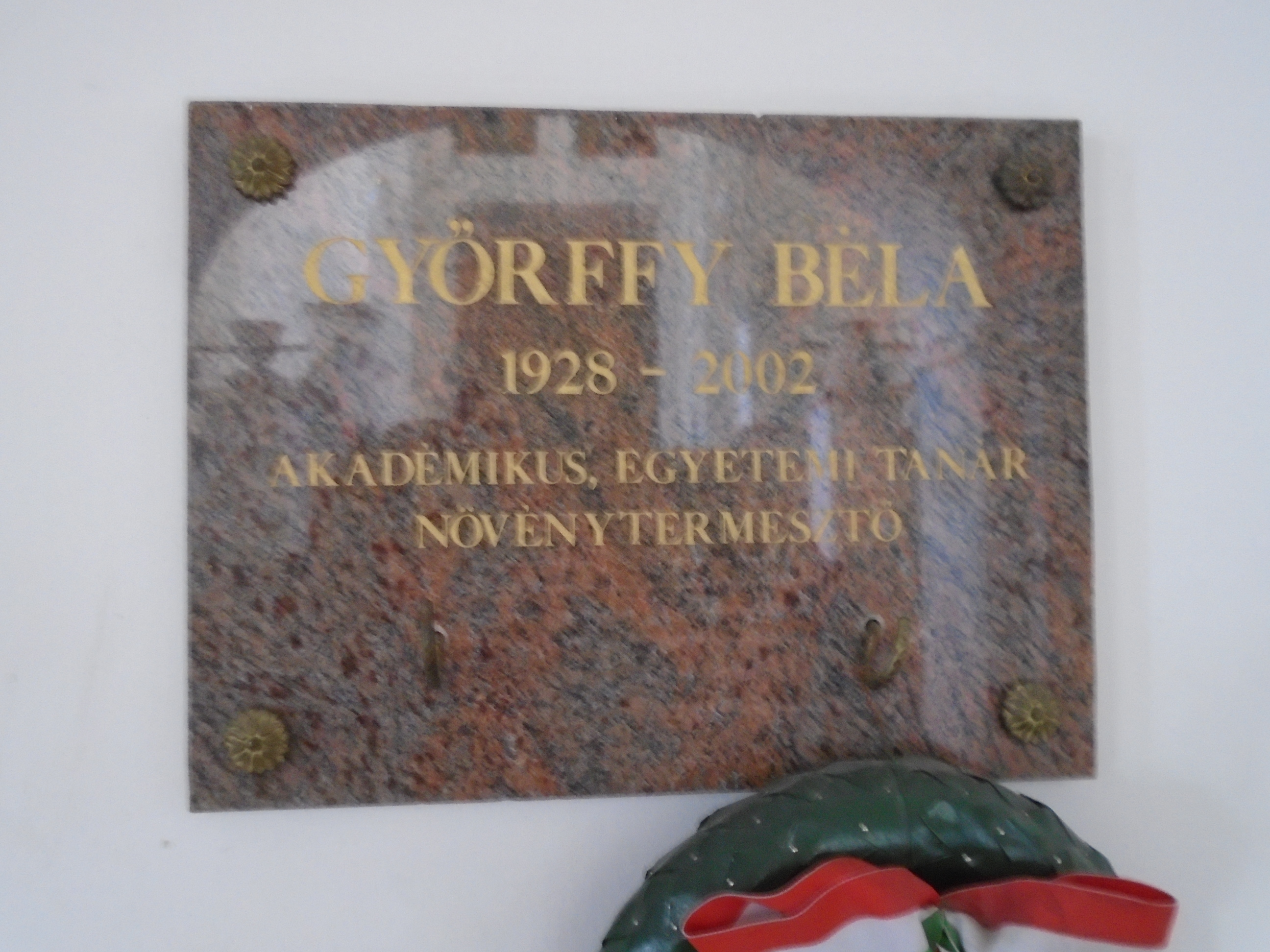
Győrffy Béla, Páter Károly utca 1.
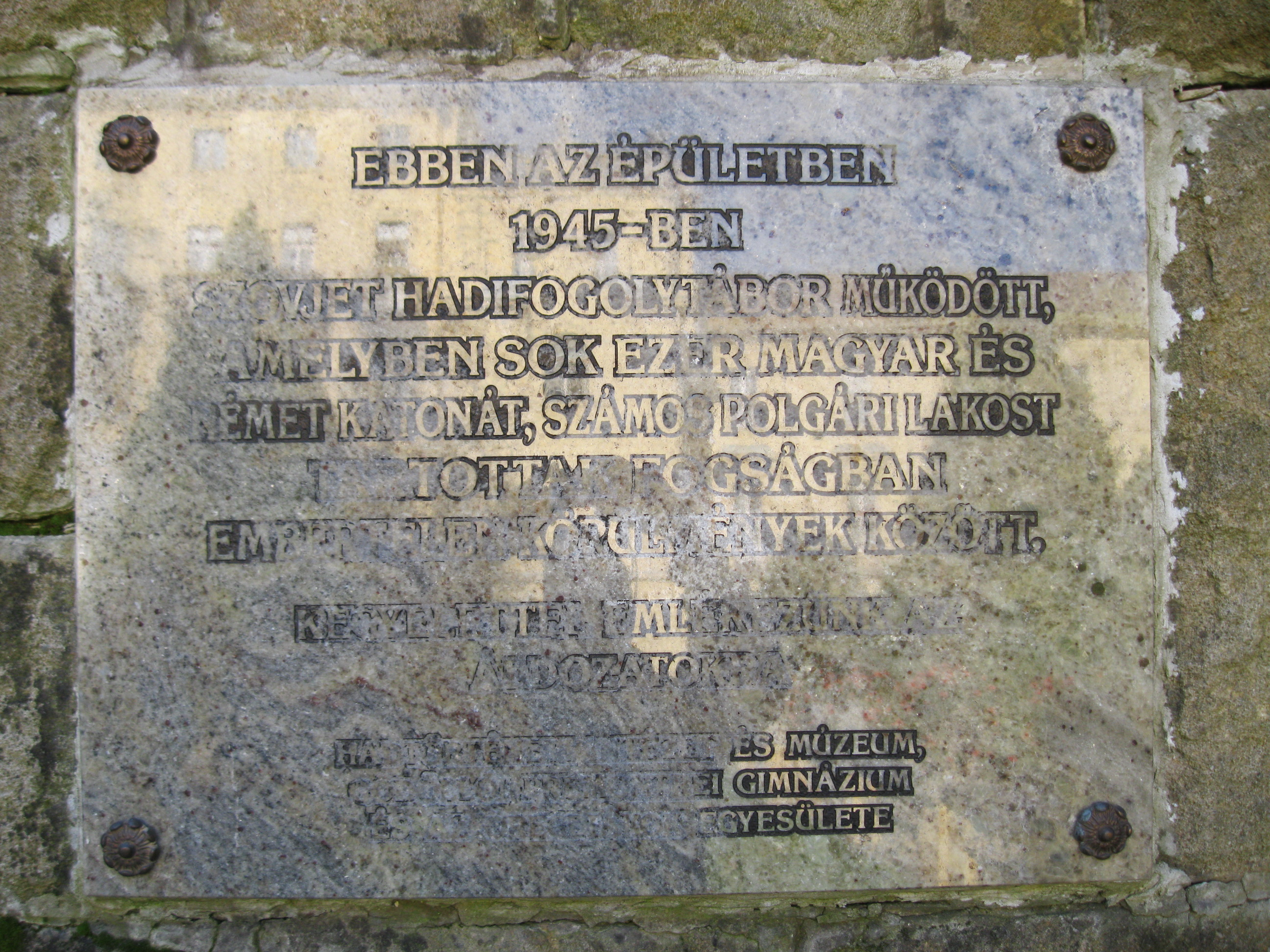
hadifogolytábor, Páter Károly utca 1.
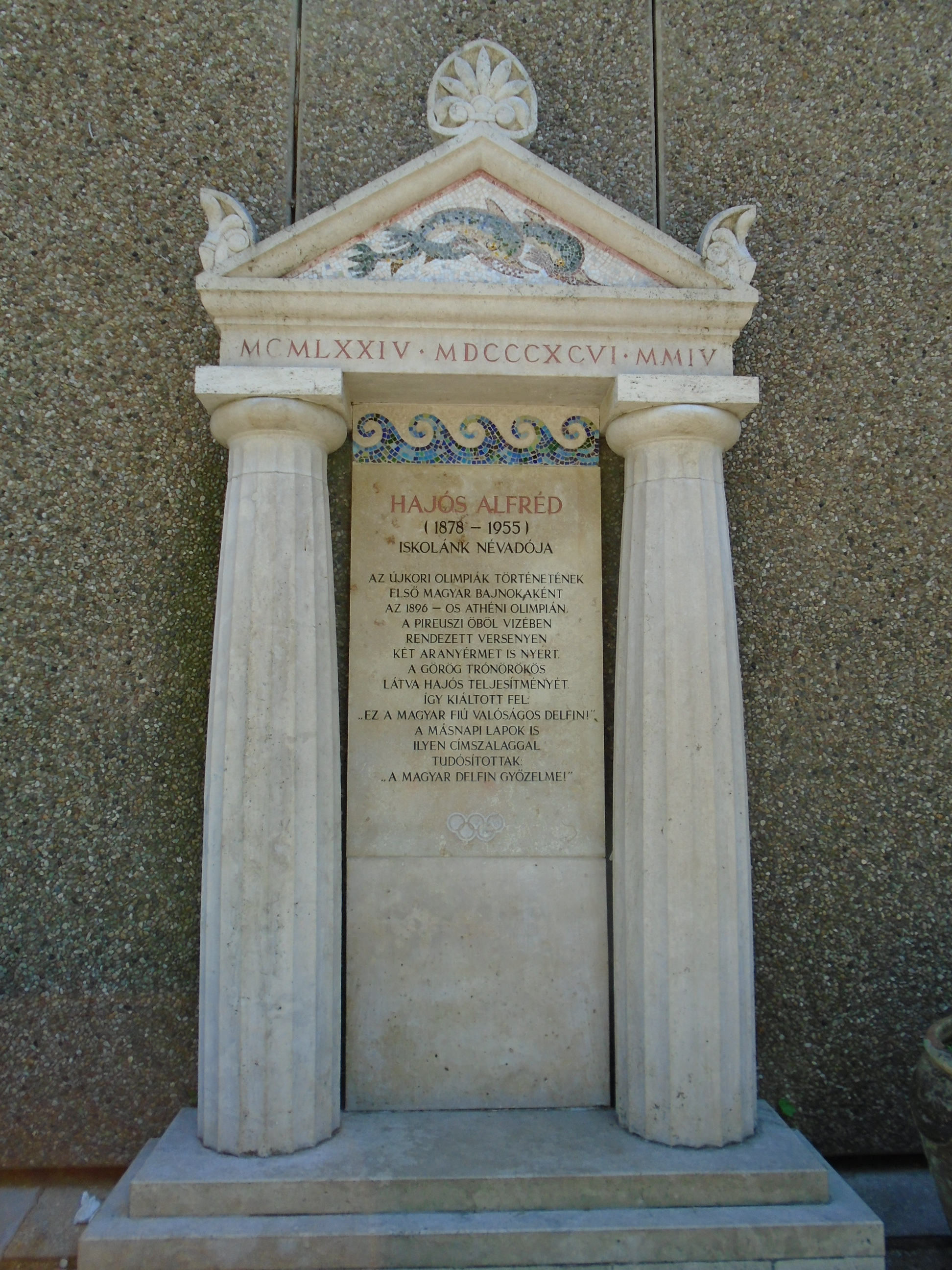
Hajós Alfréd, Légszesz utca 10.
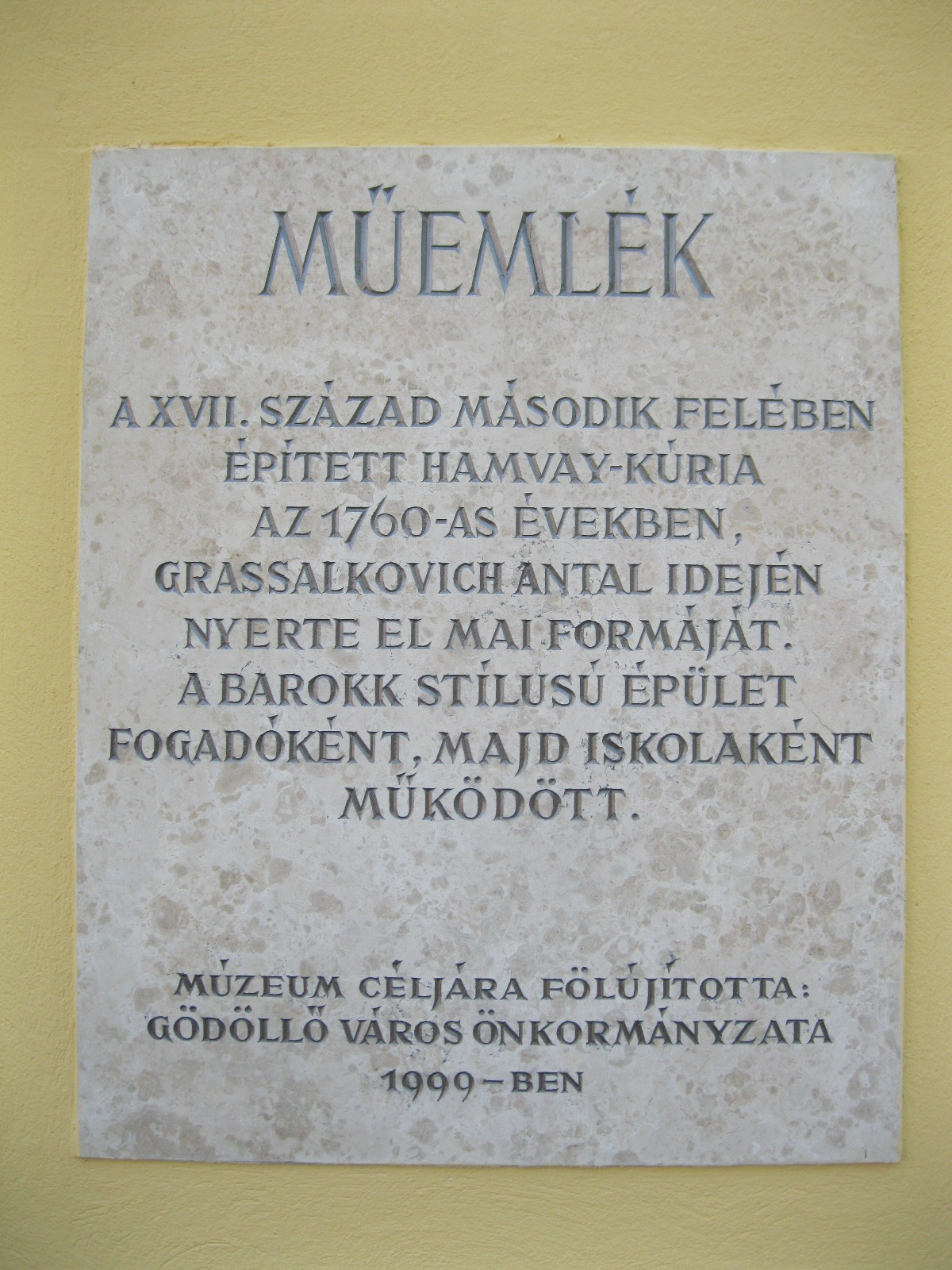
Hamvay-kúria, Szabadság tér 5.
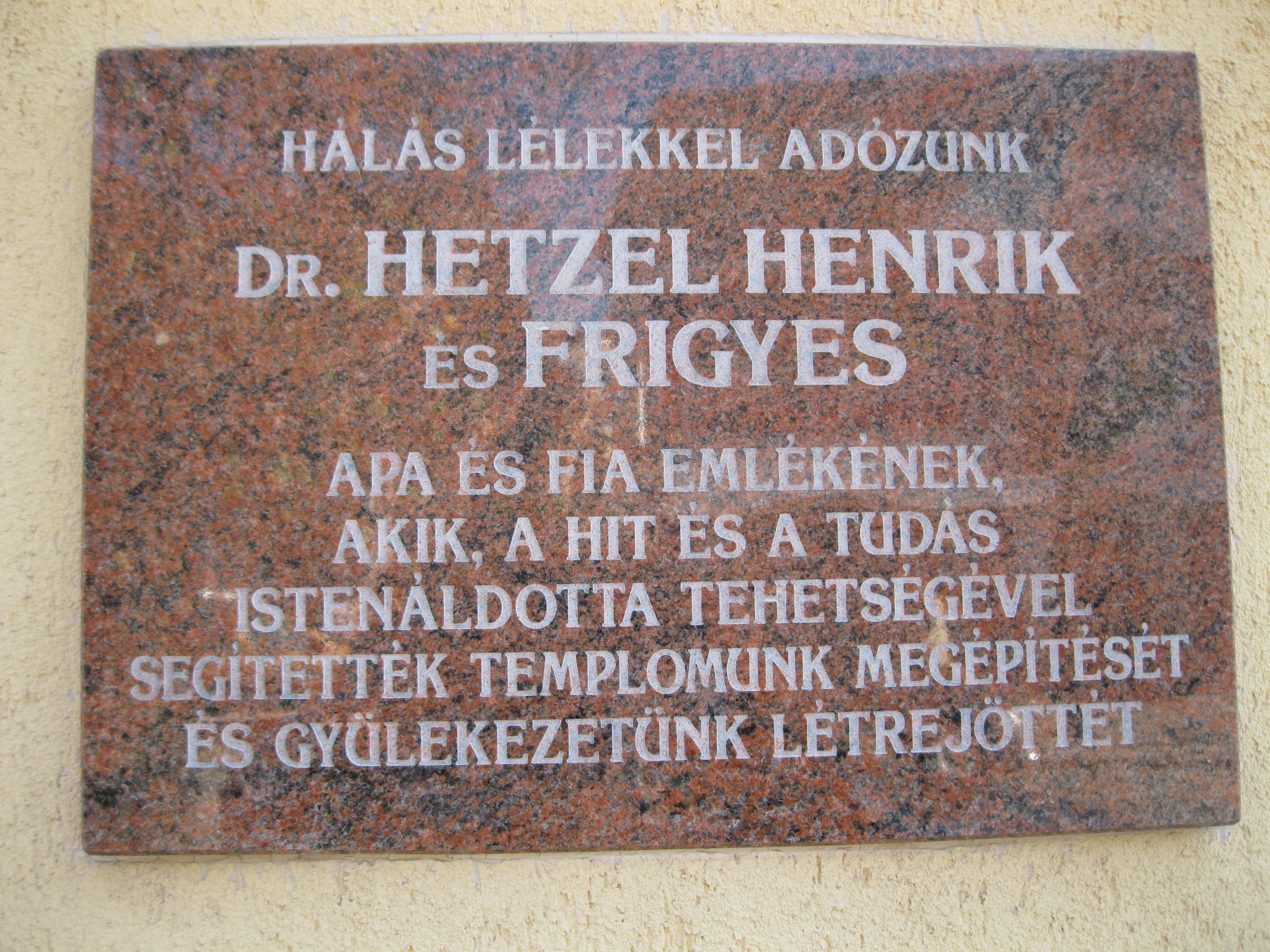
Hetzel Henrik és Hetzel Frigyes, Petőfi Sándor tér 1.
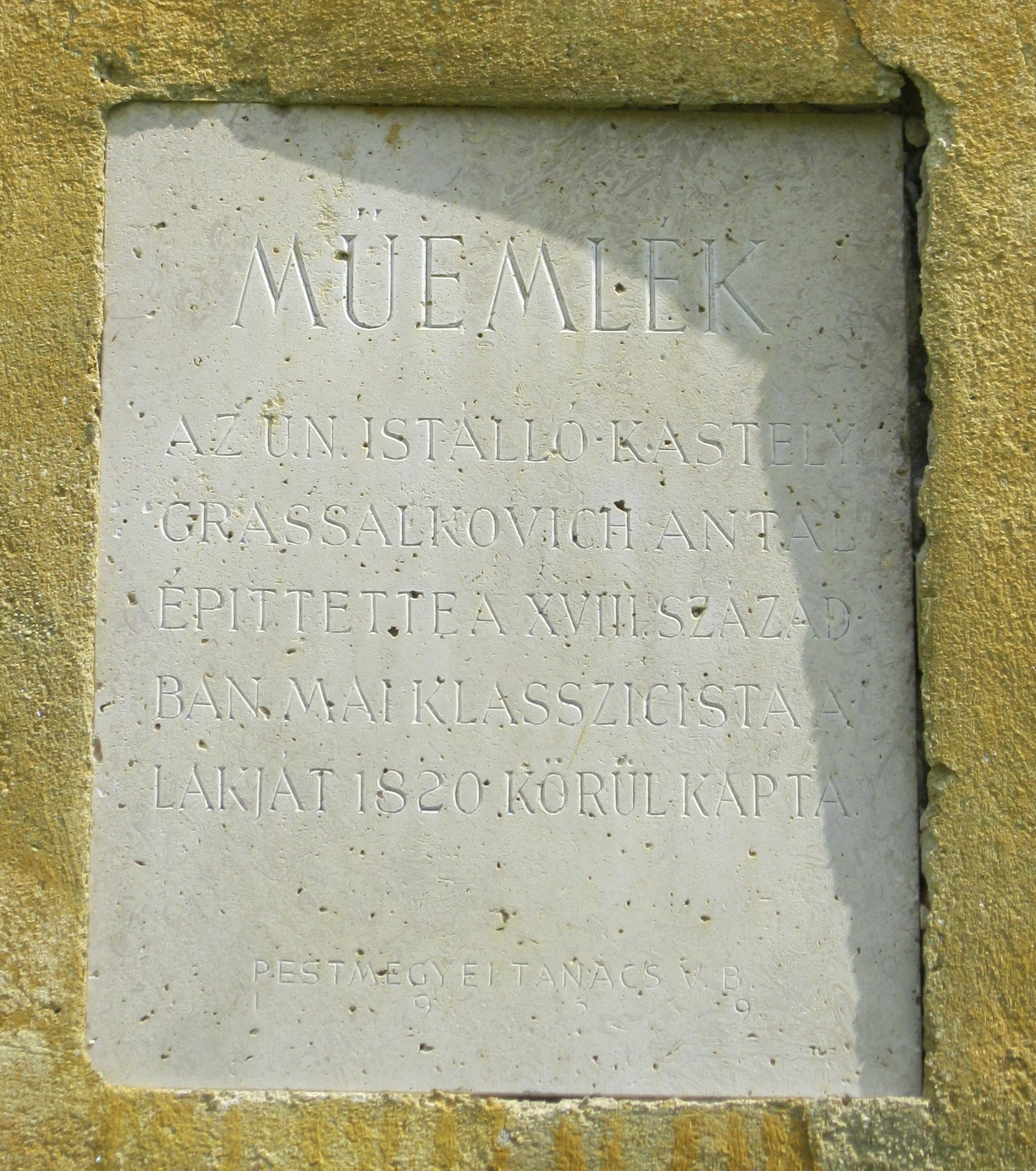
Istállókastély, Babatpuszta
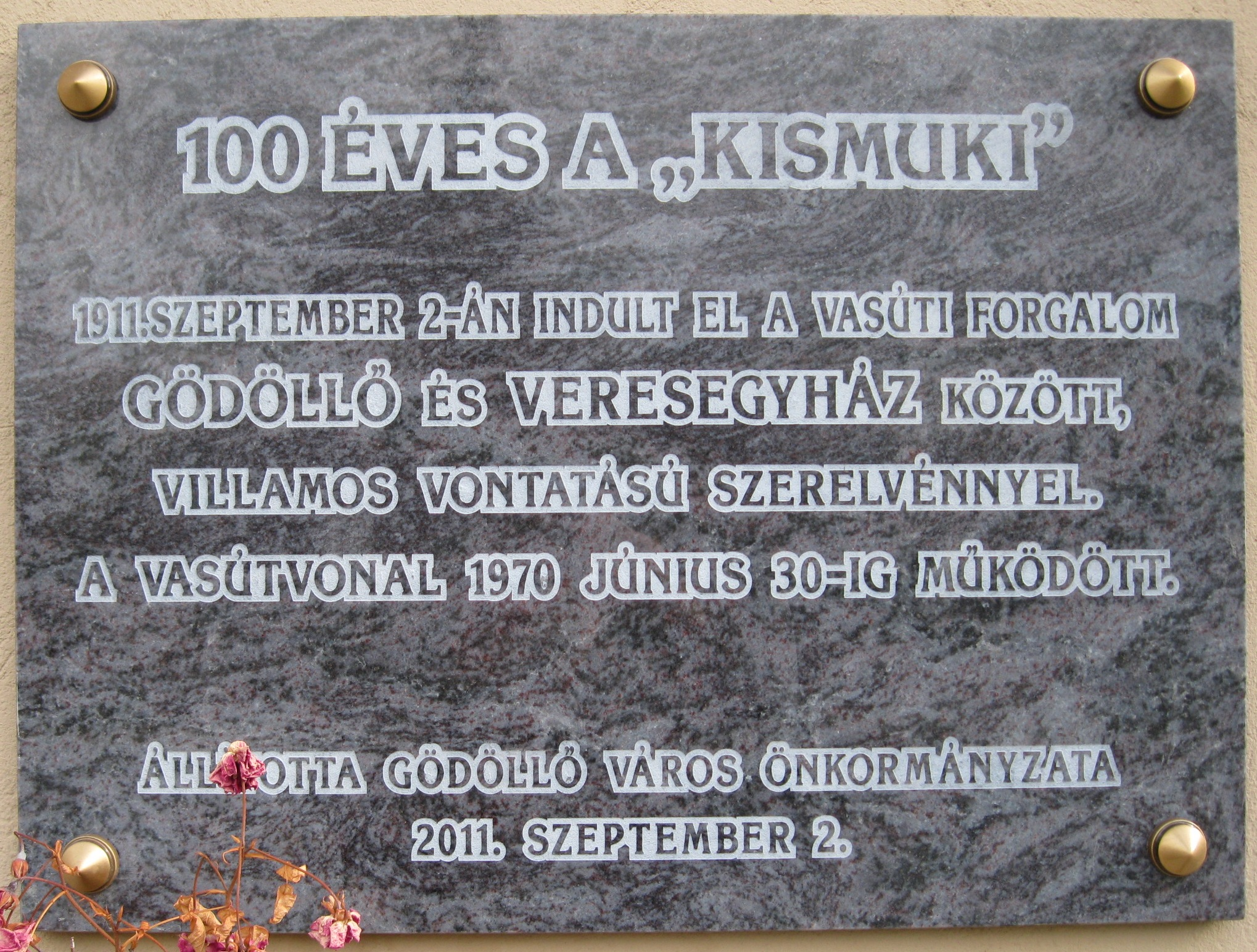
„Kismuki”, Testvérvárosok útja 2.
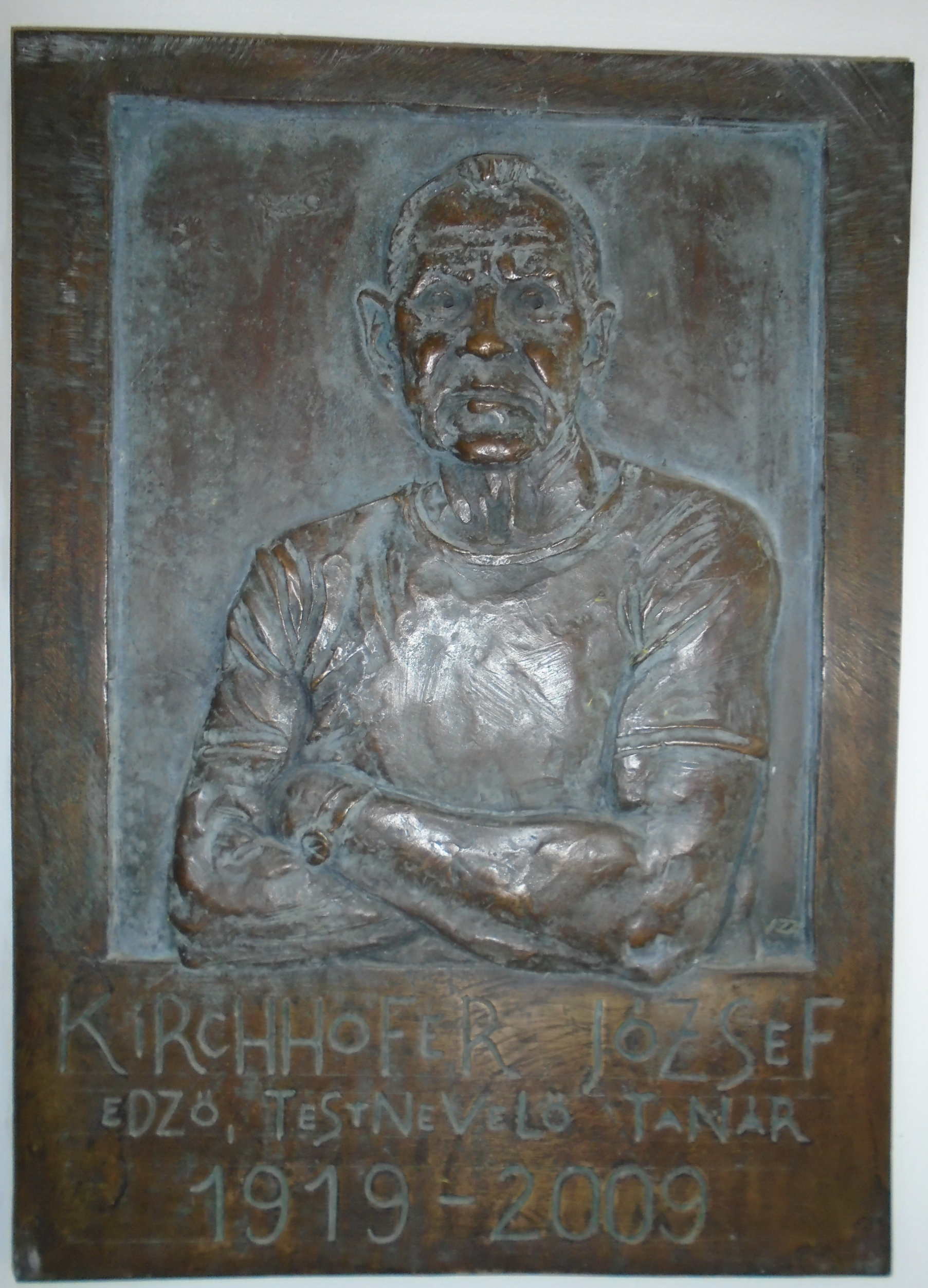
Kirchhofer József, Erkel Ferenc Általános Iskola, Szabadság tér 18.
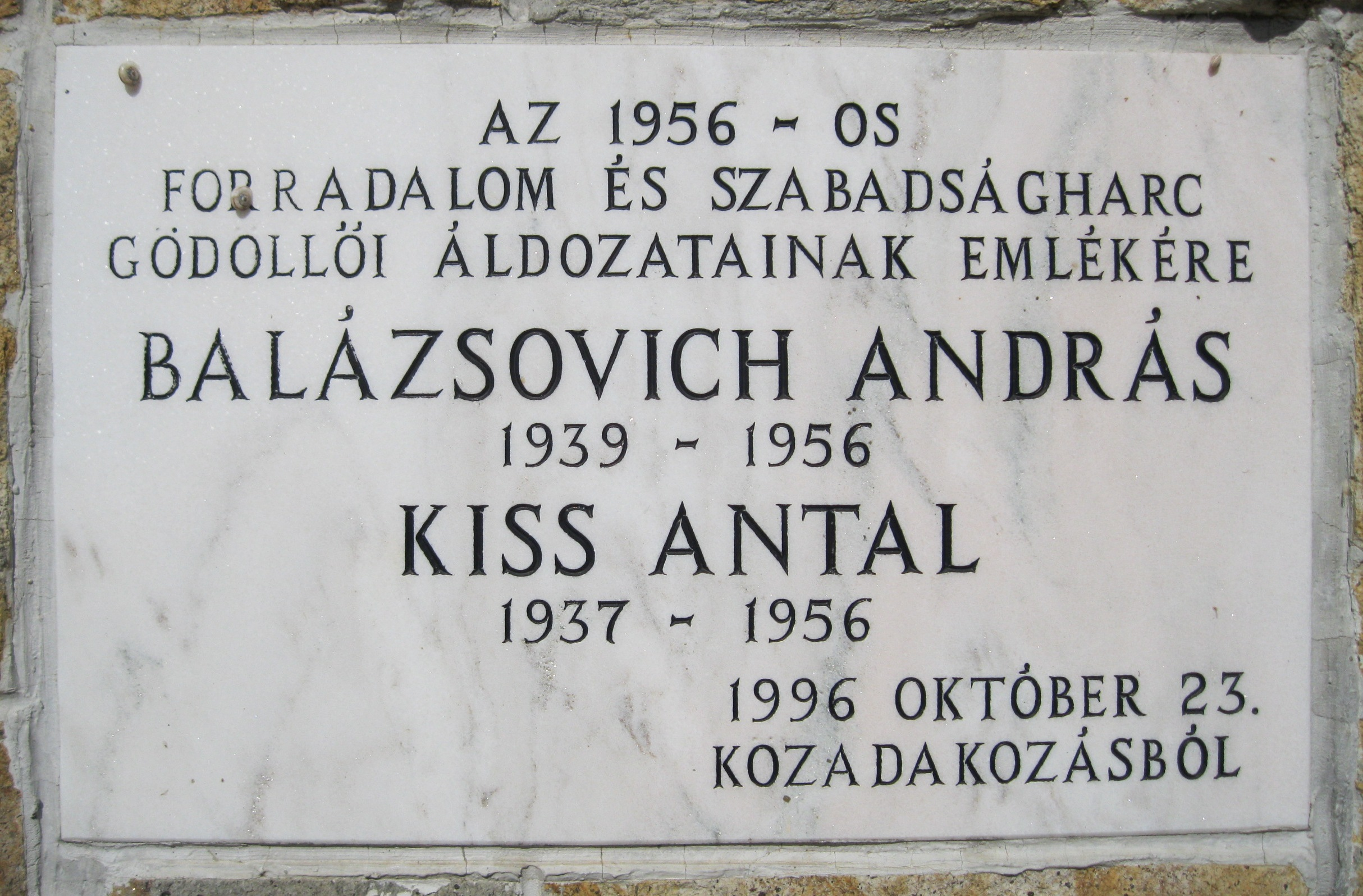
Balázsovich András és Kiss Antal, Szabadság út 9.
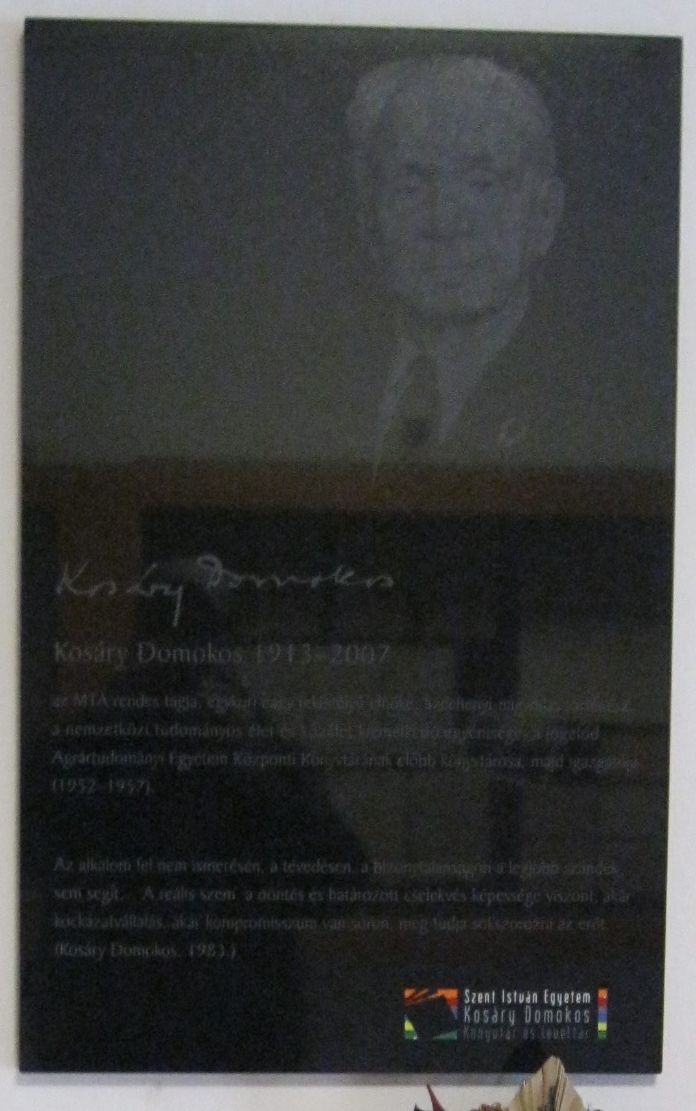
Kosáry Domokos, Páter Károly utca 1.
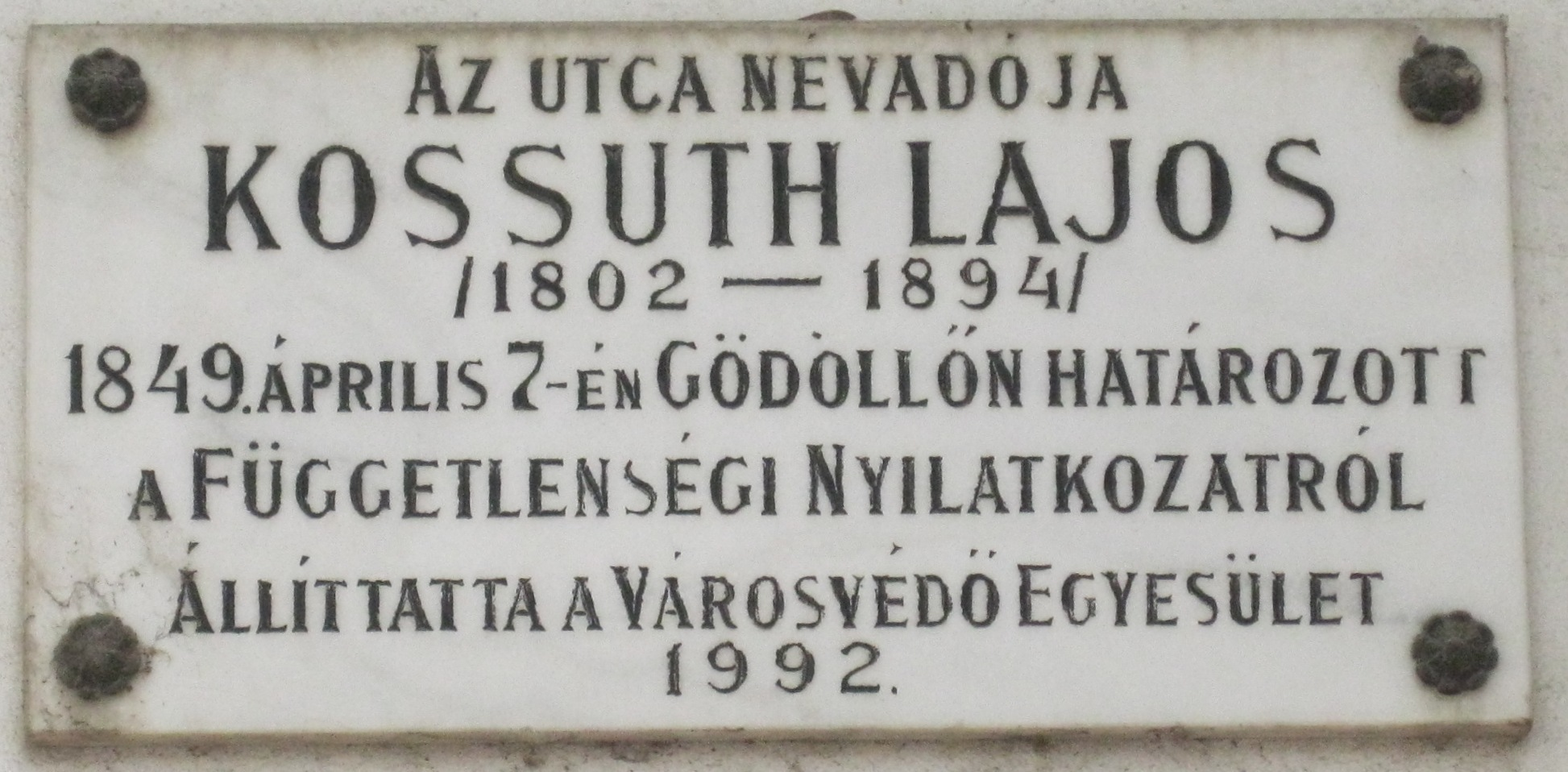
Kossuth Lajos, Kossuth Lajos utca 2.
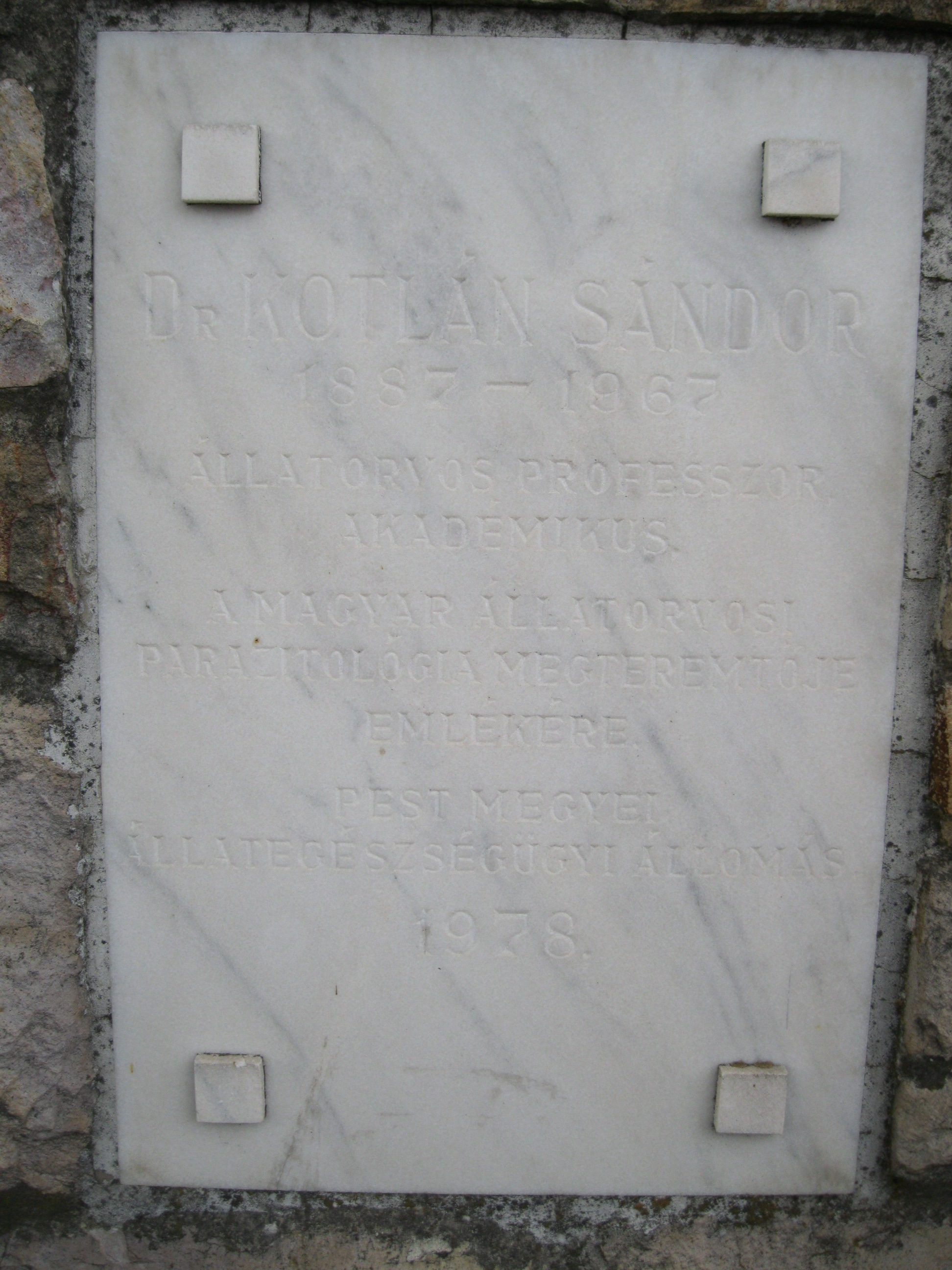
Kotlán Sándor, Kotlán Sándor utca 1.
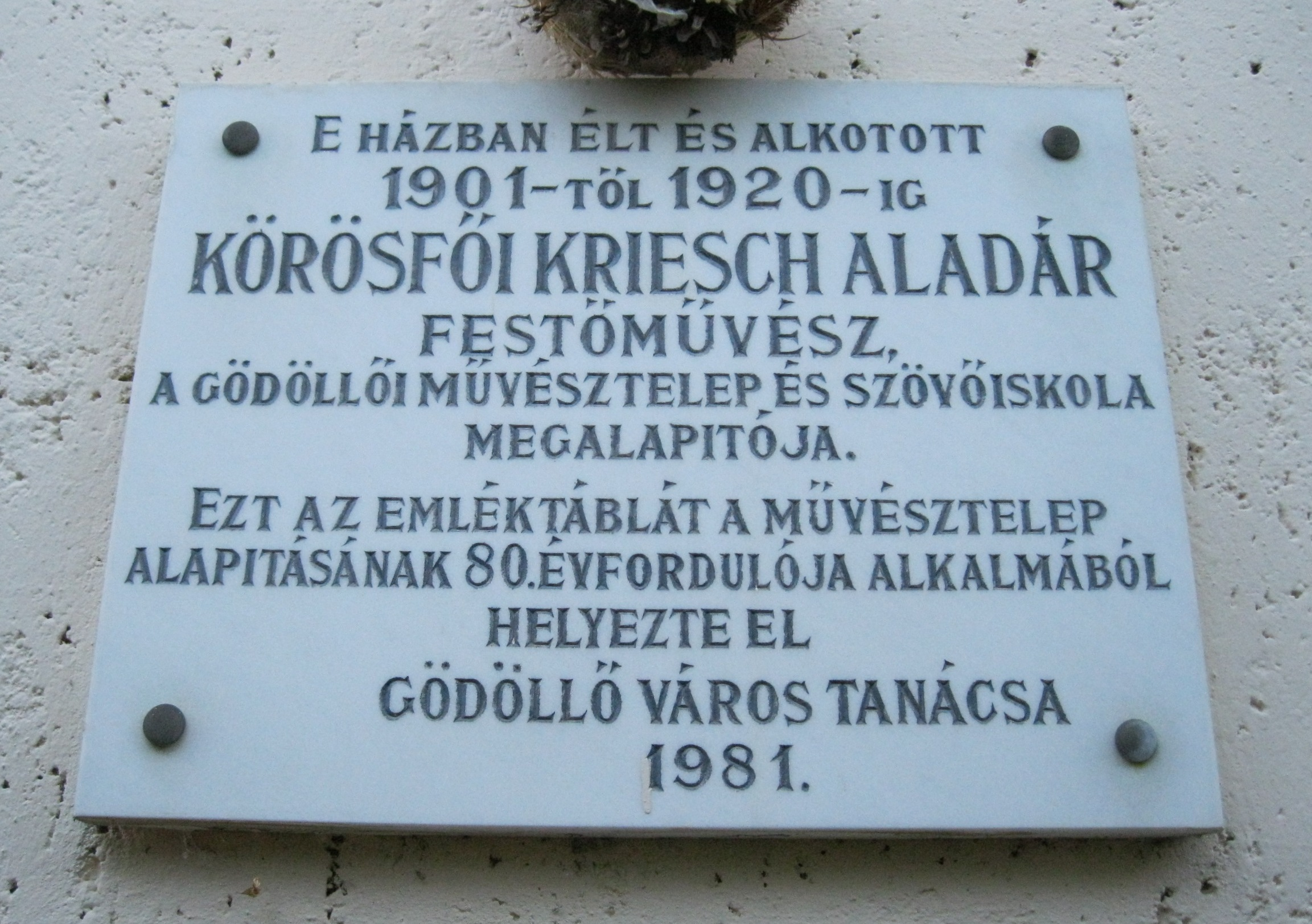
Körösfői-Kriesch Aladár, Körösfői Kriesch Aladár utca 28.
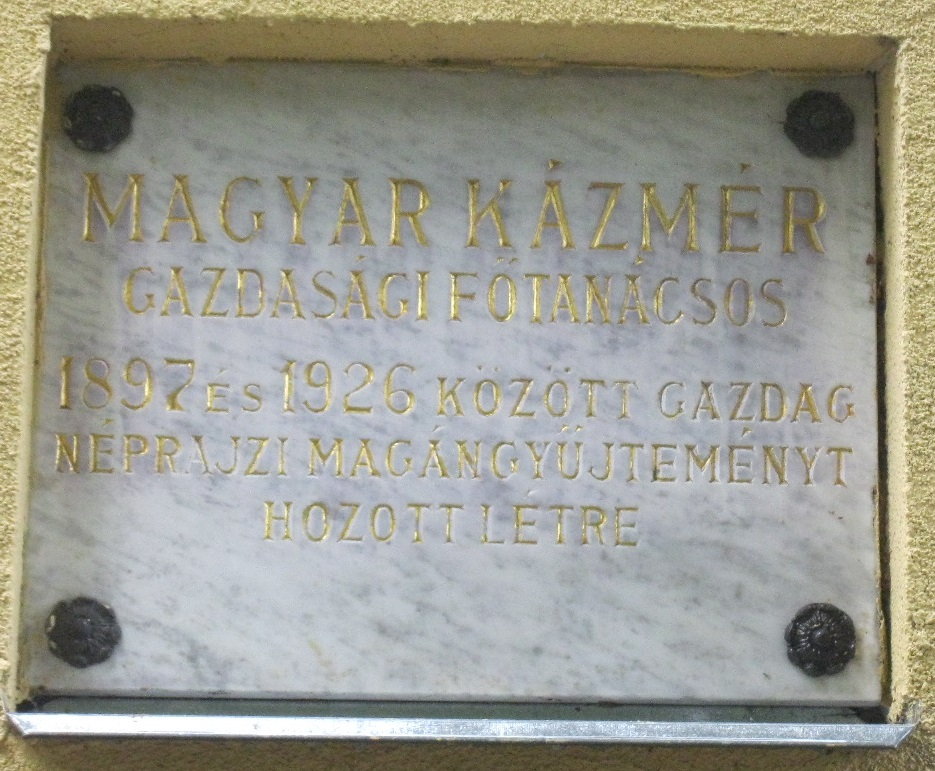
Magyar Kázmér, Magyar Kázmér köz 1.
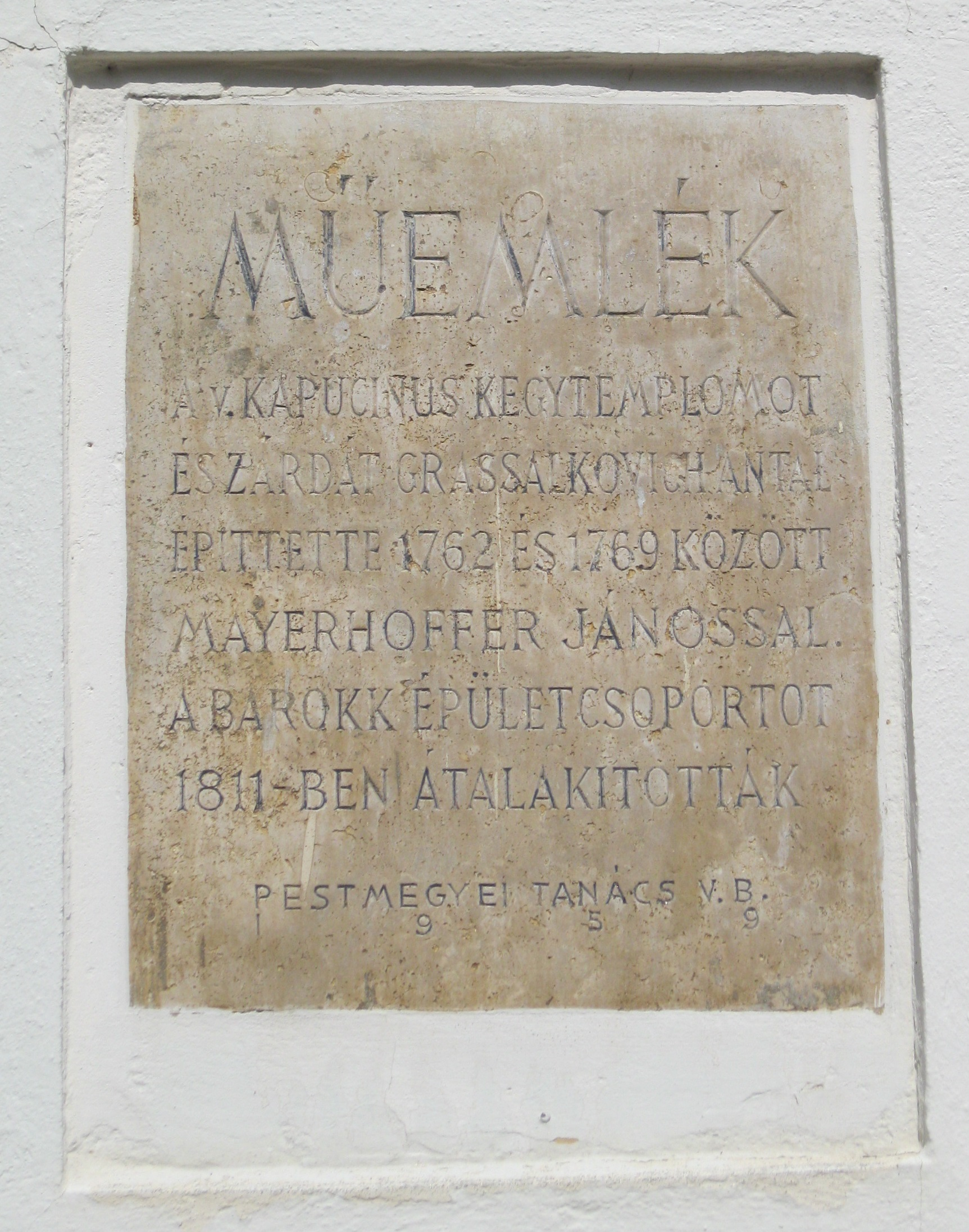
Máriabesnyői Nagyboldogasszony Bazilika, Kapucinusok tere 1.
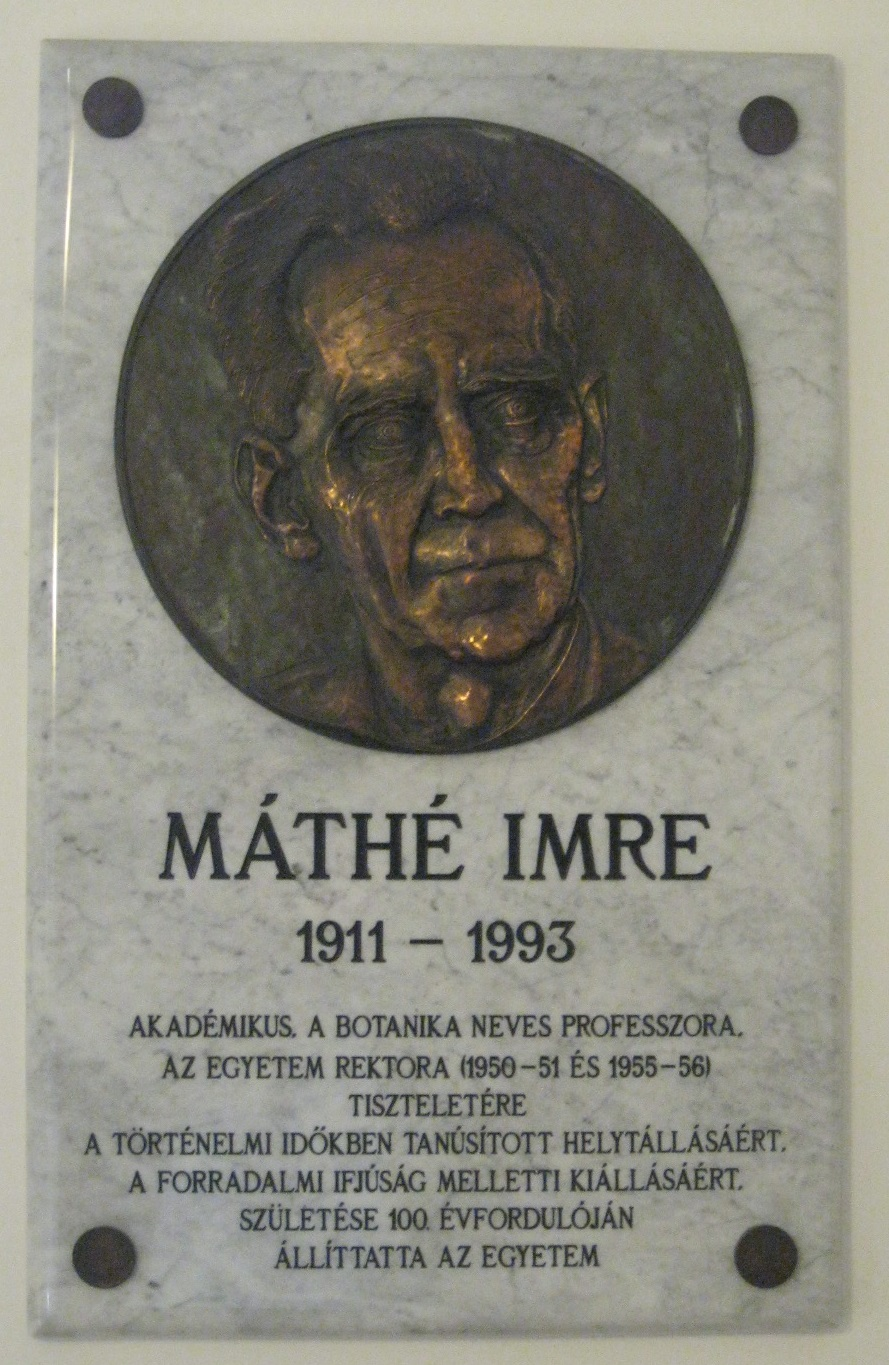
Máthé Imre, Páter Károly utca 1.
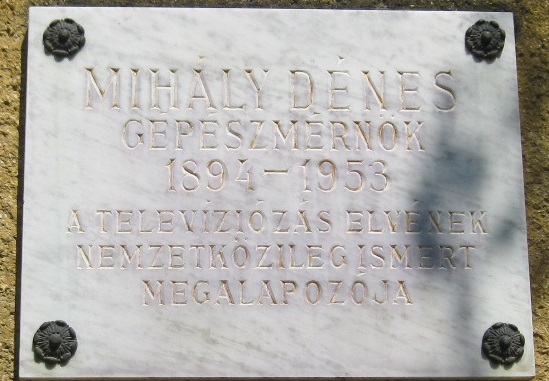
Mihály Dénes, Mihály Dénes köz 1.
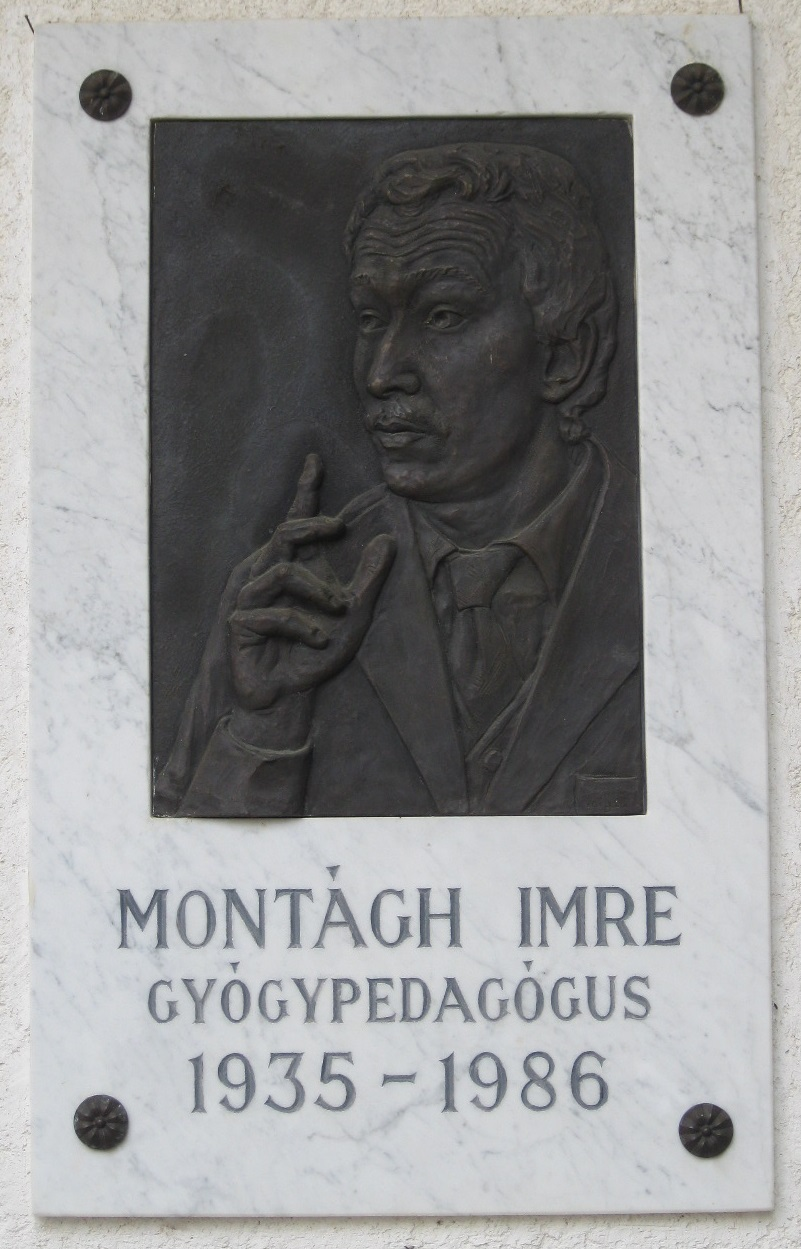
Montágh Imre, Dobó Katica utca 2.
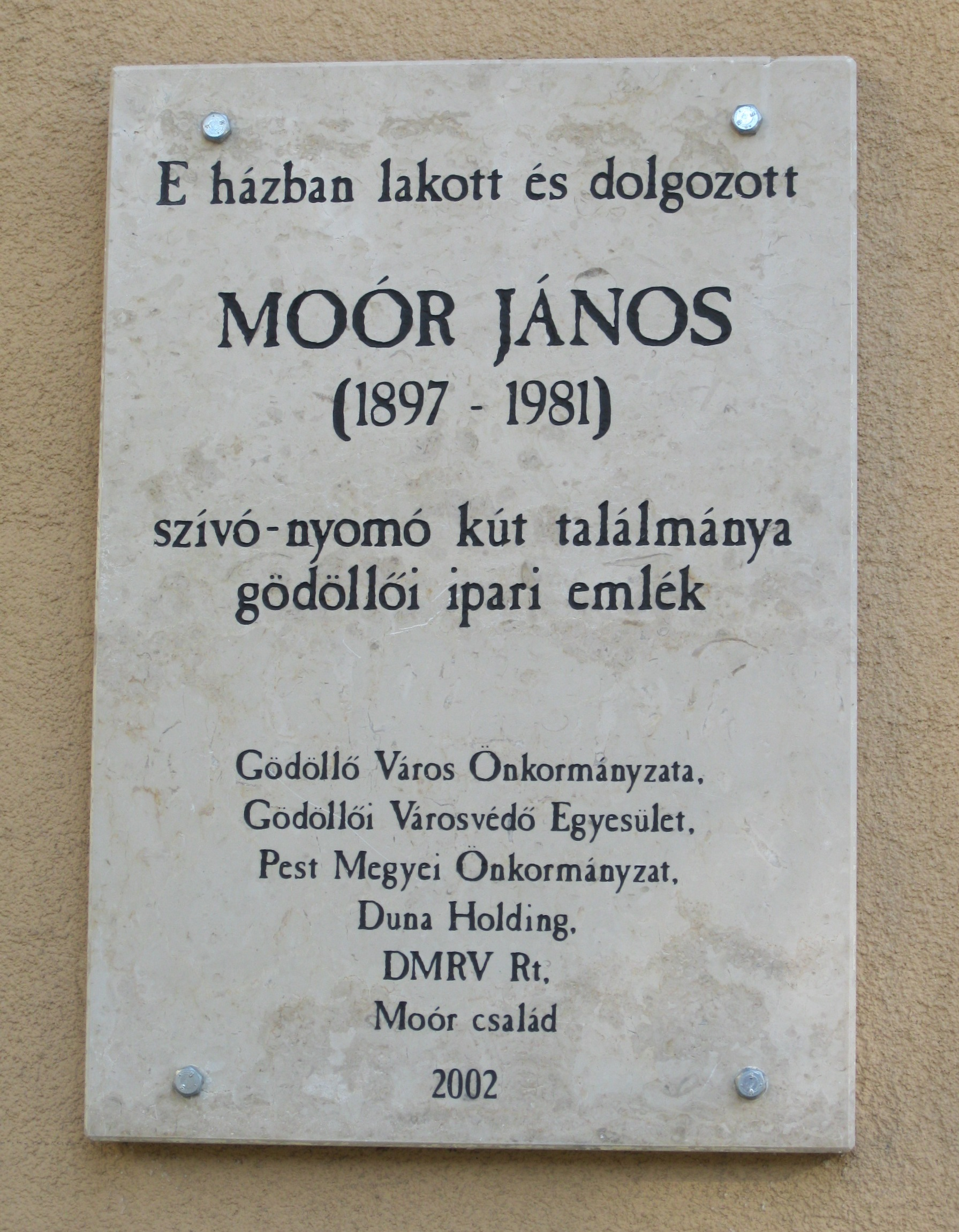
Moór János, Kossuth Lajos utca 1.
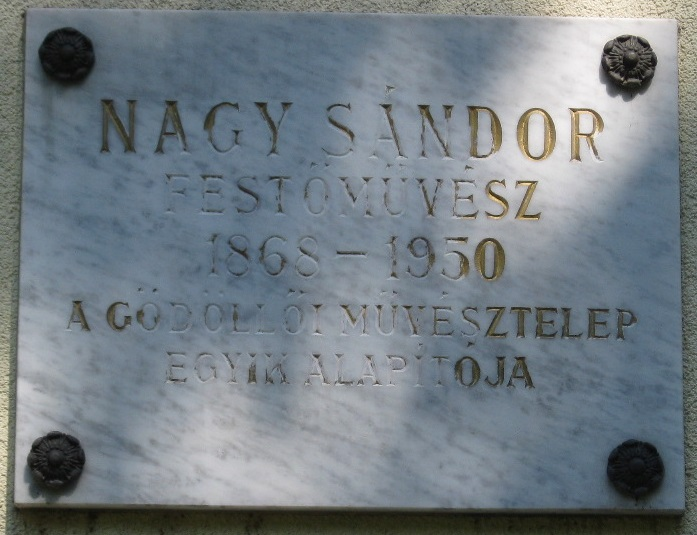
Nagy Sándor, Nagy Sándor köz 1.
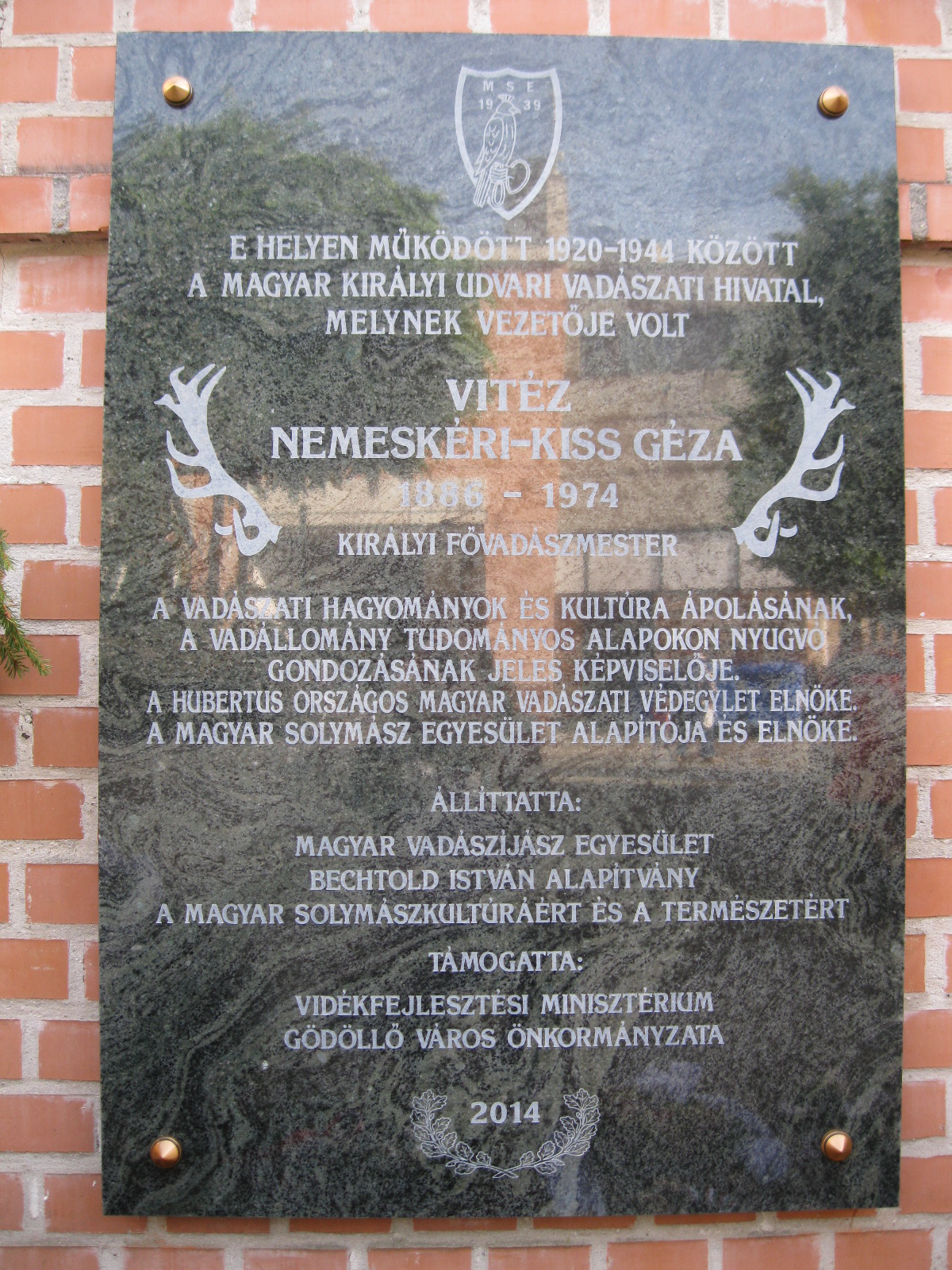
Nemeskéri-Kiss Géza, Szabadság tér 5.
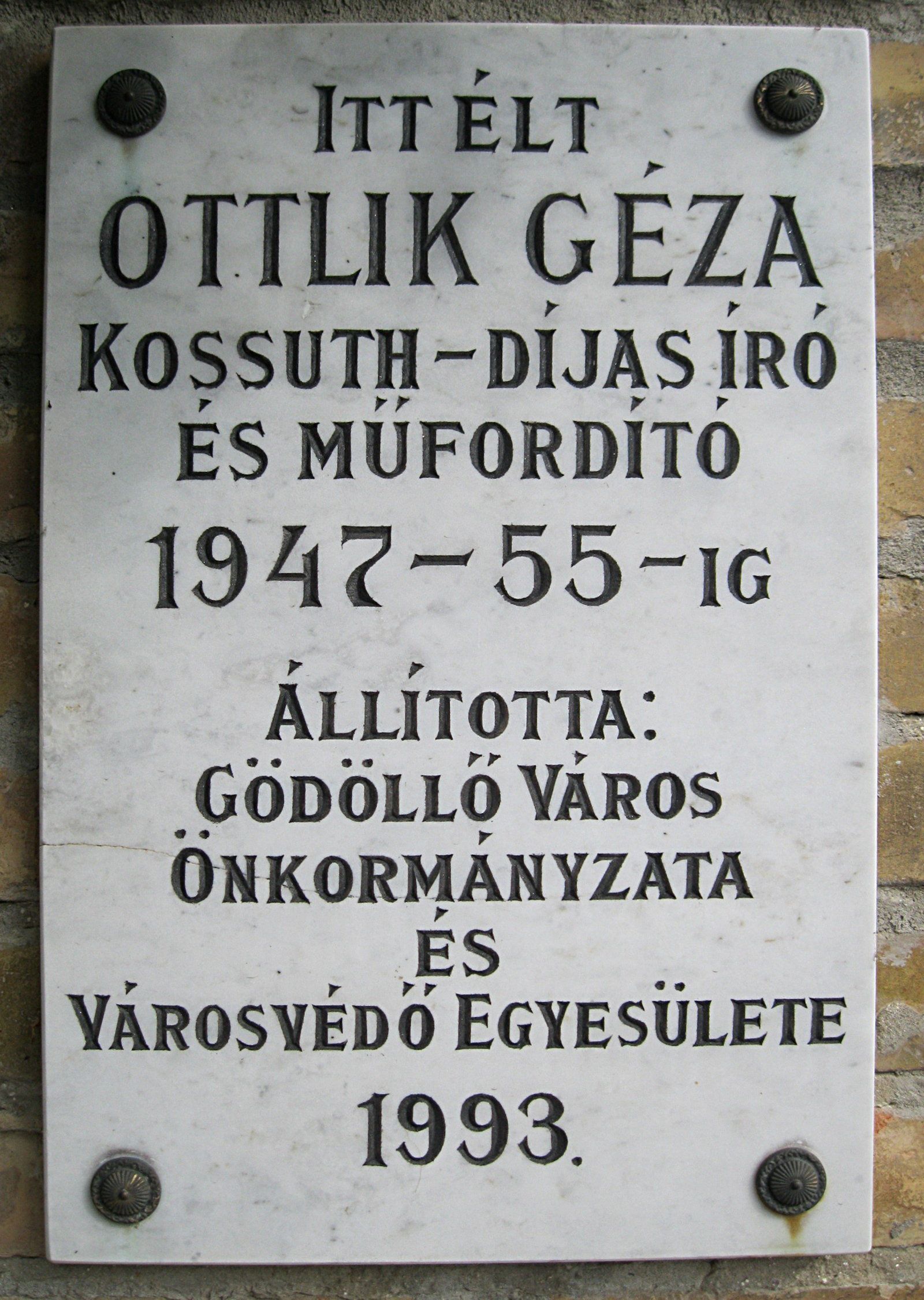
Ottlik Géza, Köztársaság út 63.
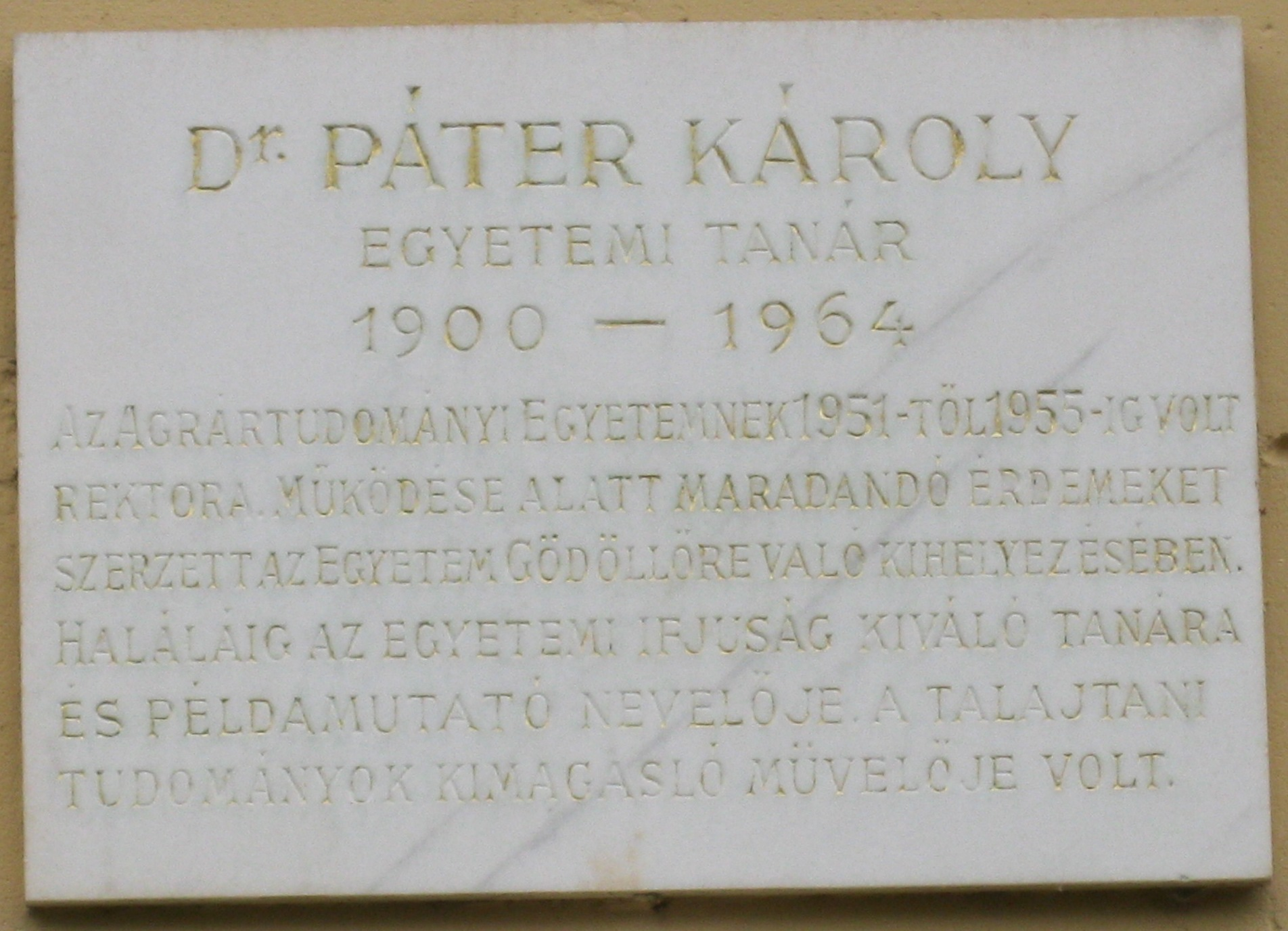
Páter Károly, Páter Károly utca 1.
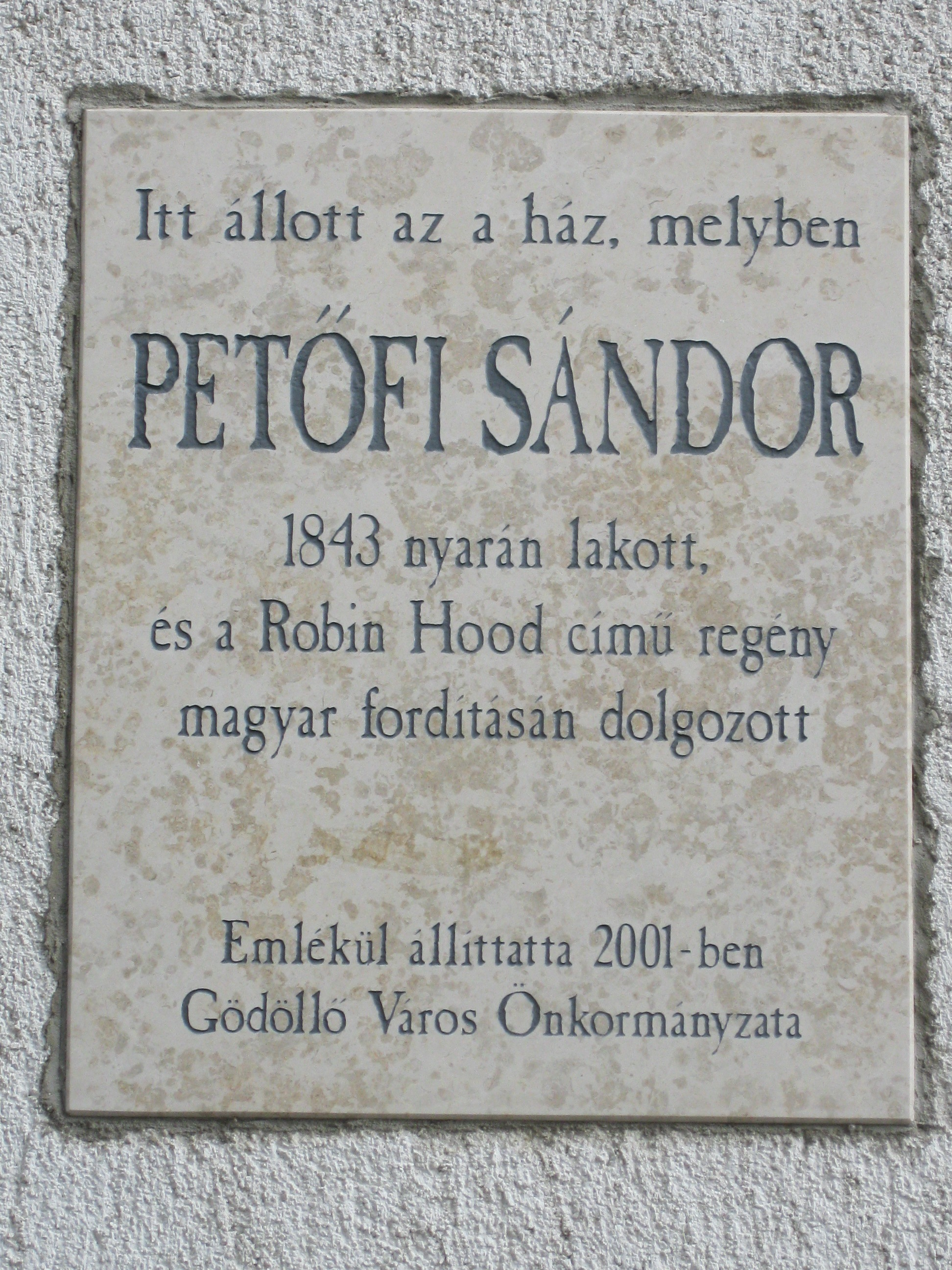
Petőfi Sándor, Petőfi Sándor tér 16.
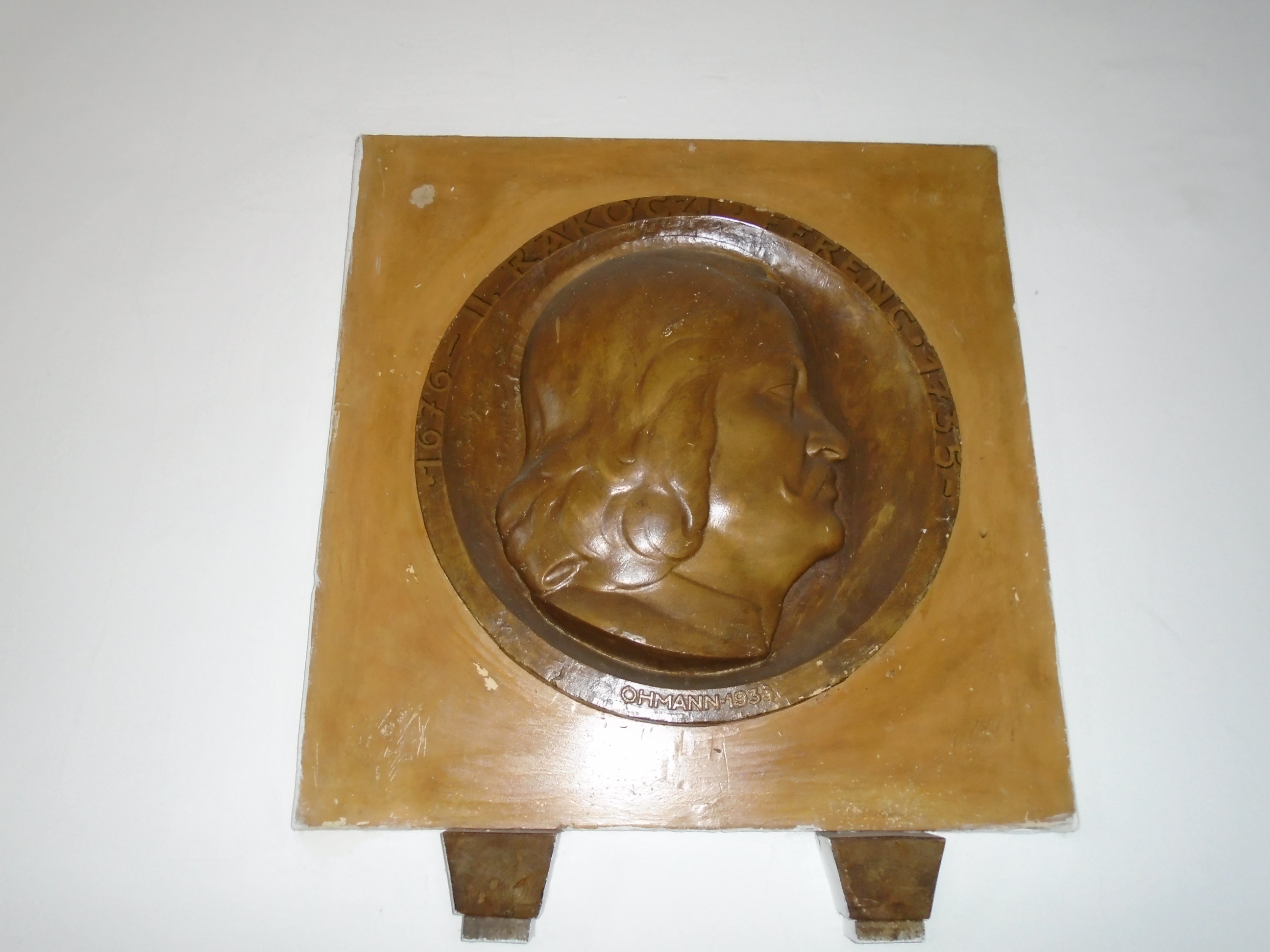
II. Rákóczi Ferenc, Páter Károly utca 1.
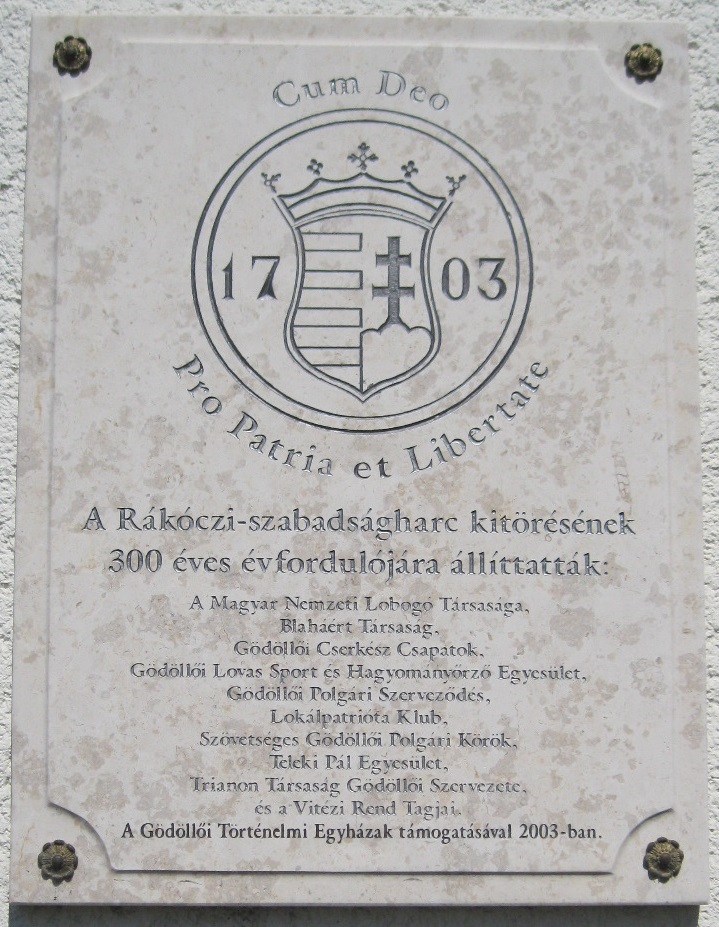
Rákóczi-szabadságharc, Szabadság tér 9.
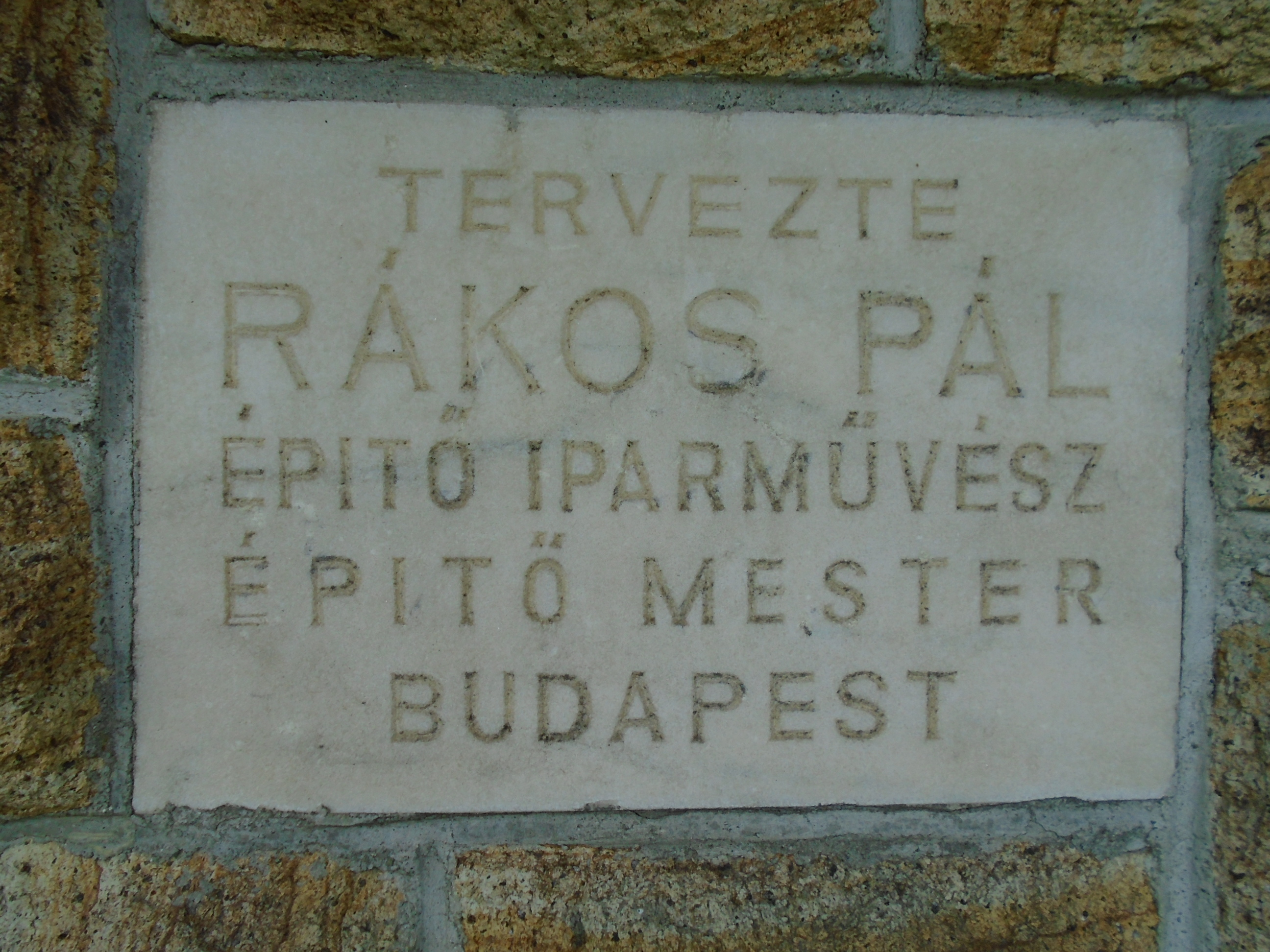
Rákos Pál, Szabadság út 9.
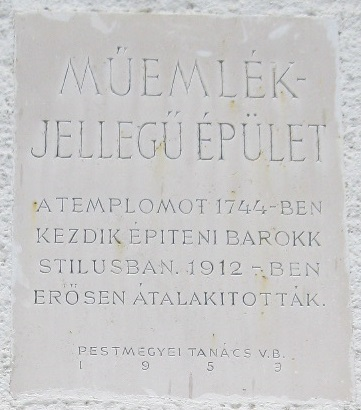
református templom, Szabadság tér 9.
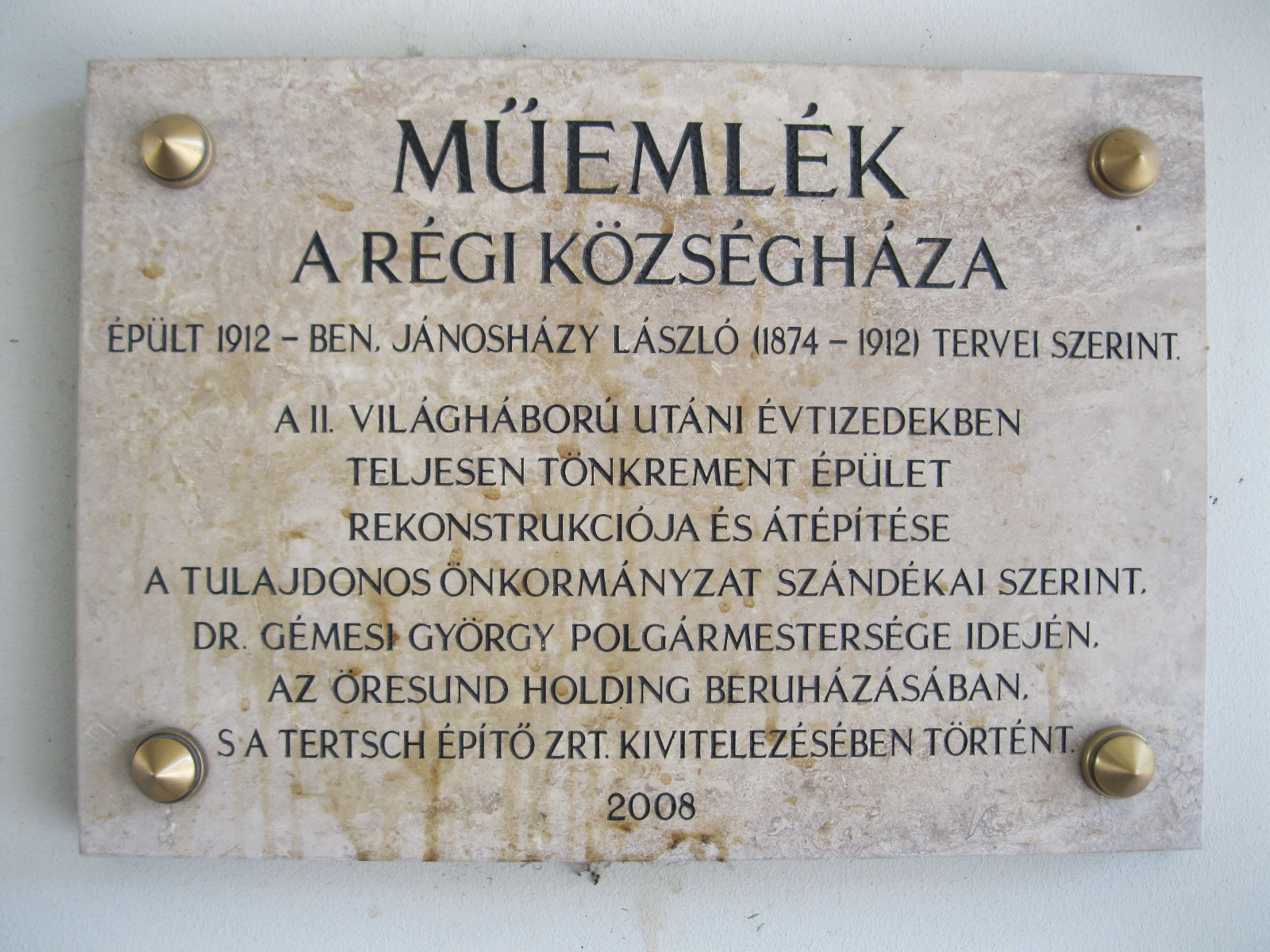
régi községháza, Szabadság tér 10.
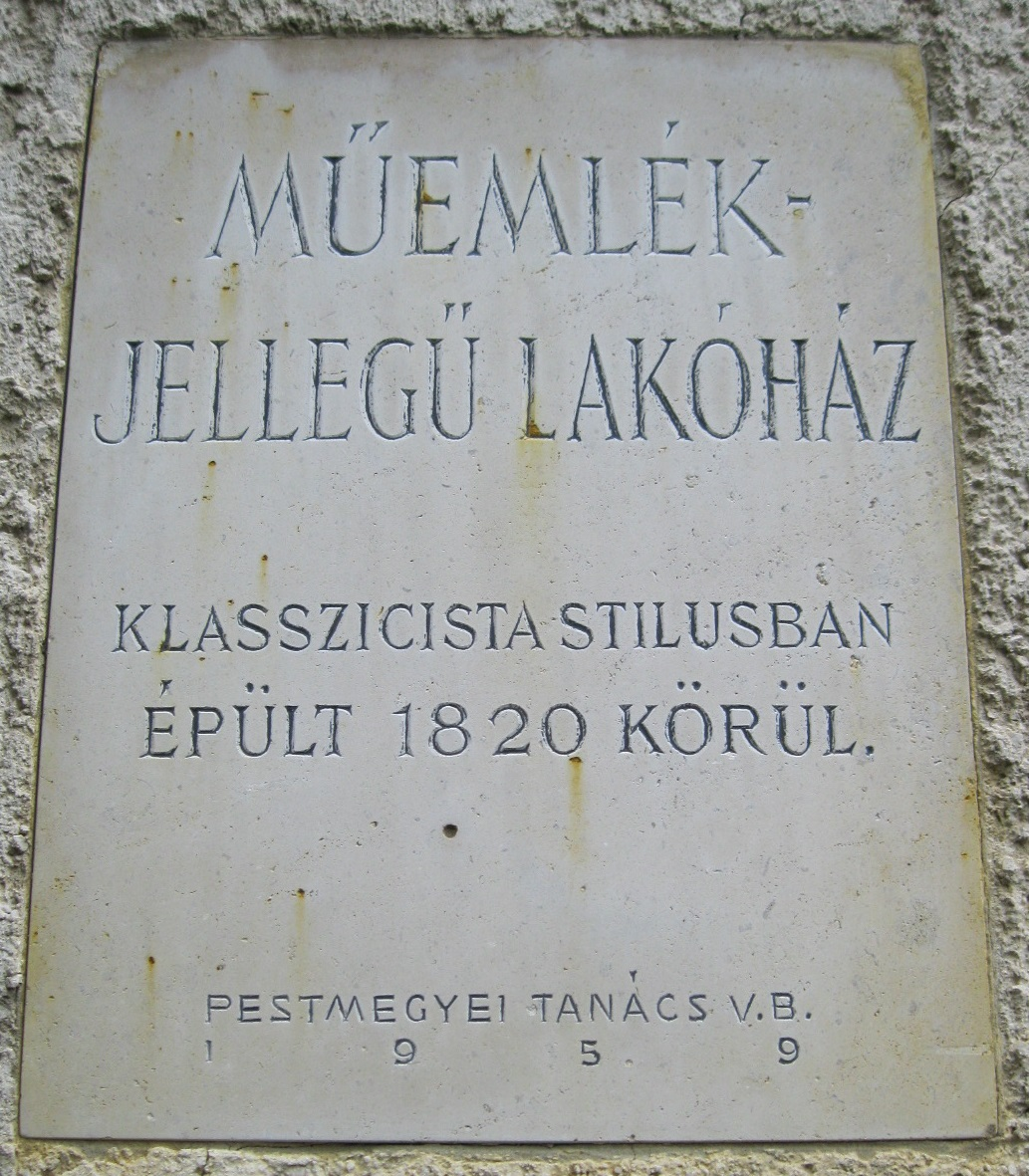
régi lakóház, Szabadság tér 19.
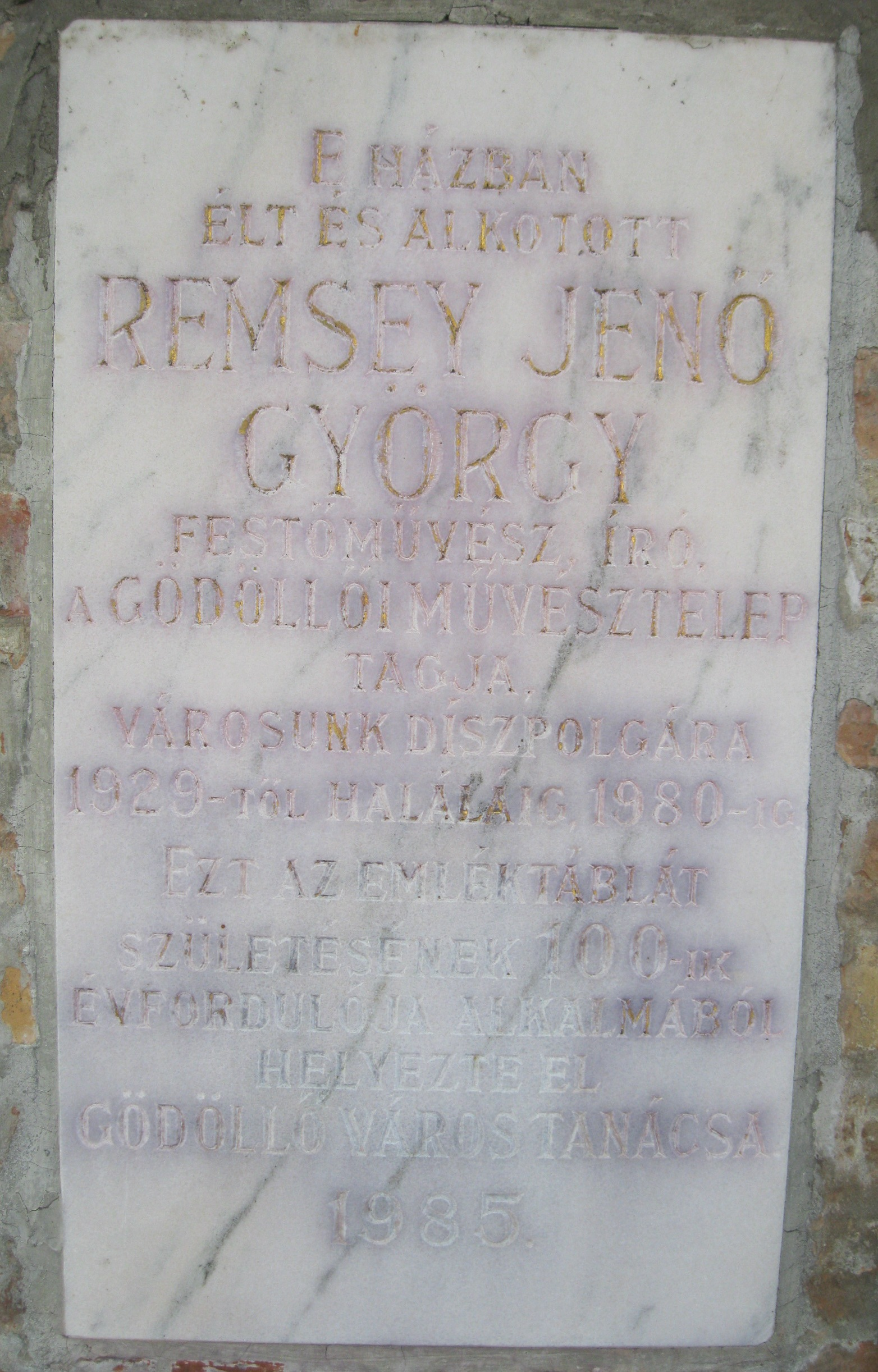
Remsey Jenő György, Körösfői Kriesch Aladár utca 6.
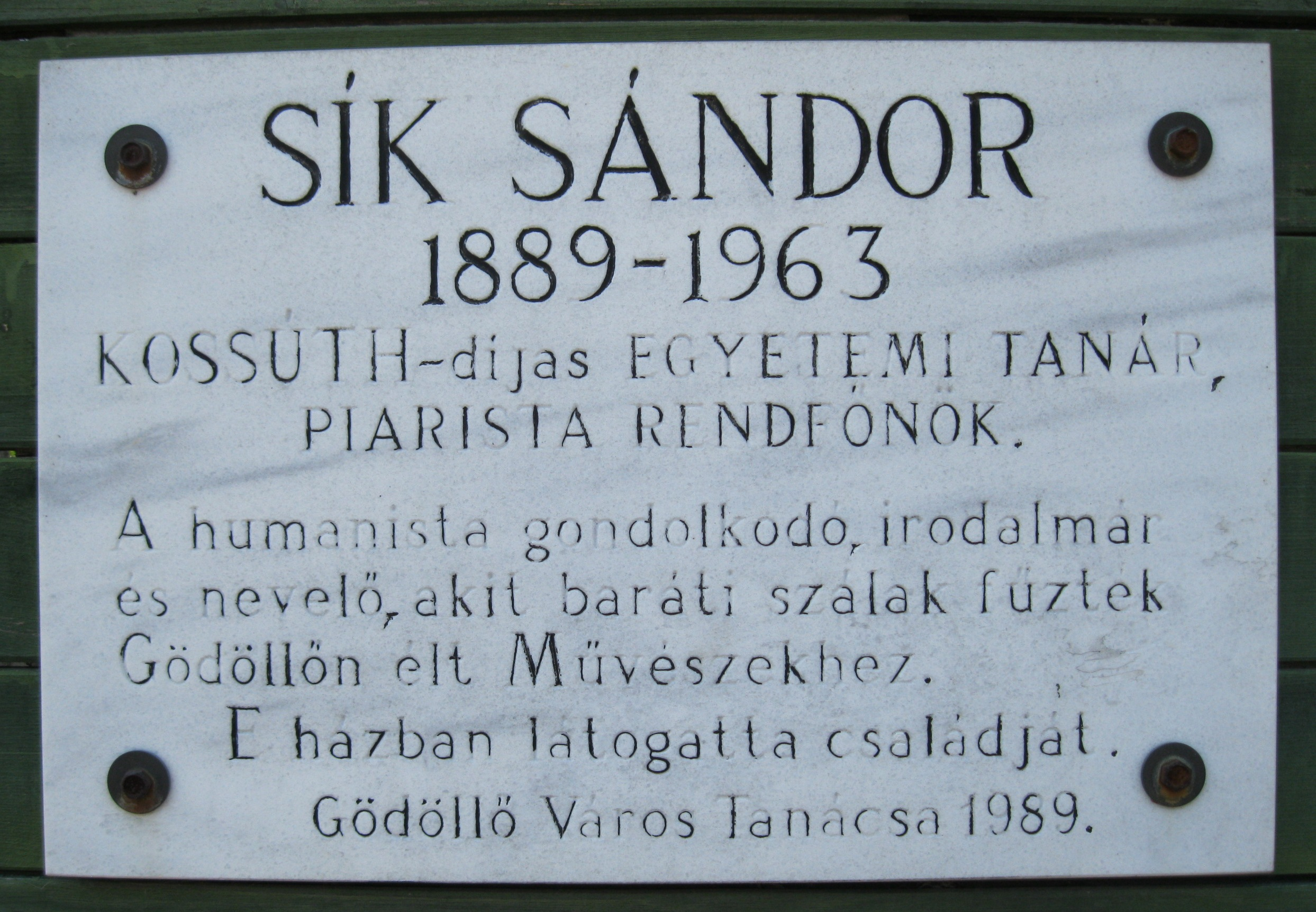
Sík Sándor, Isaszegi út 42.
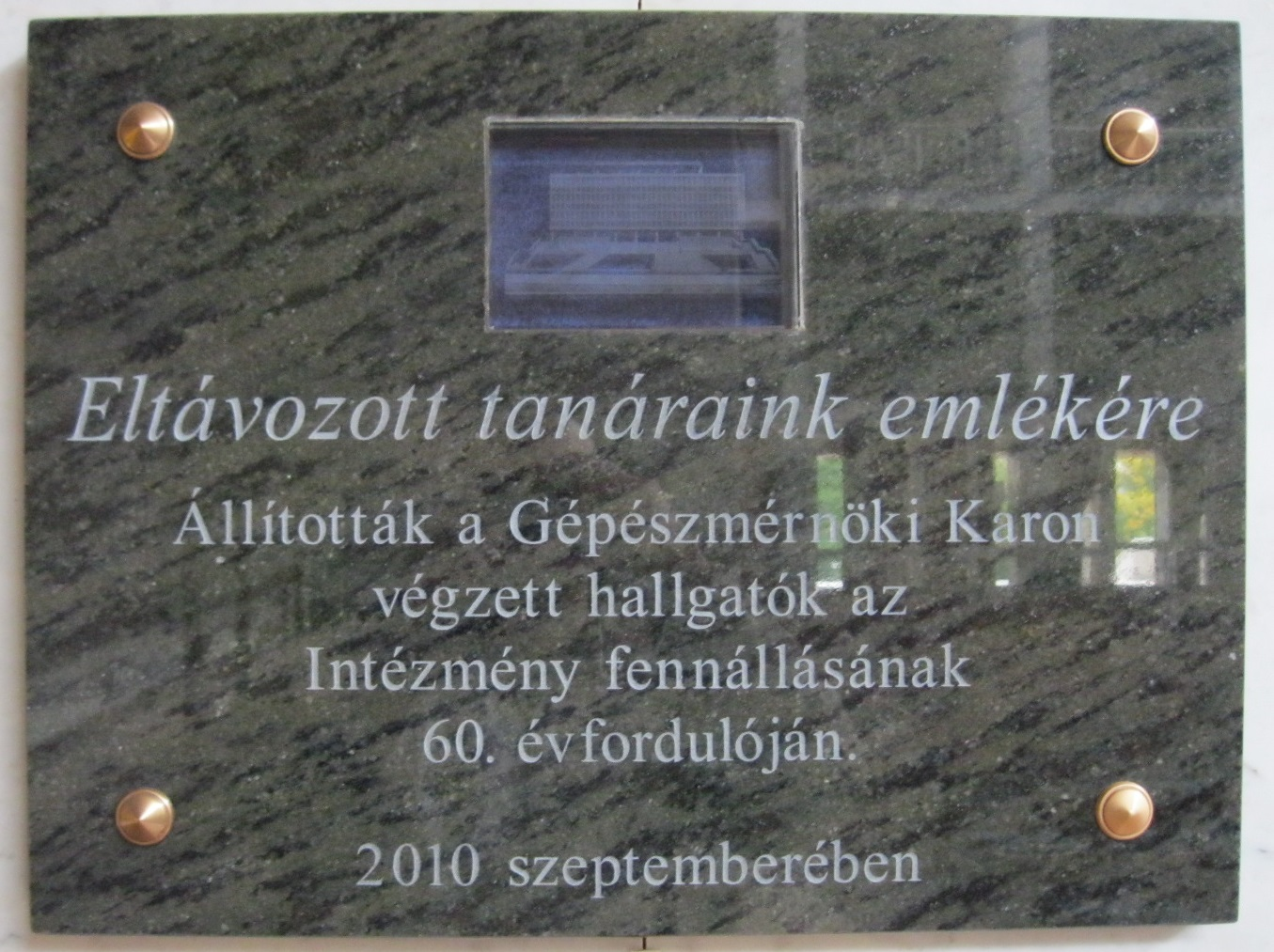
Szent István Egyetem Gépészmérnöki Kar eltávozott tanárai, Páter Károly utca 1.
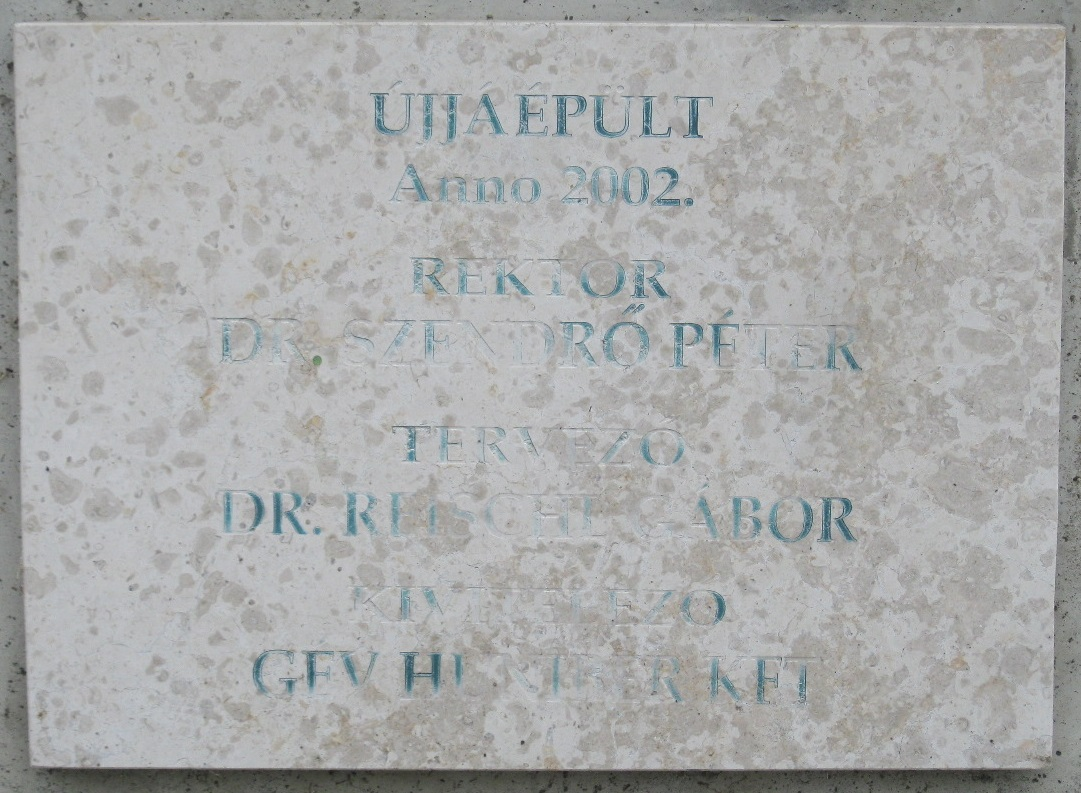
Szent István Egyetem Gépészmérnöki Kar épületének újjáépítése, Páter Károly utca 1.
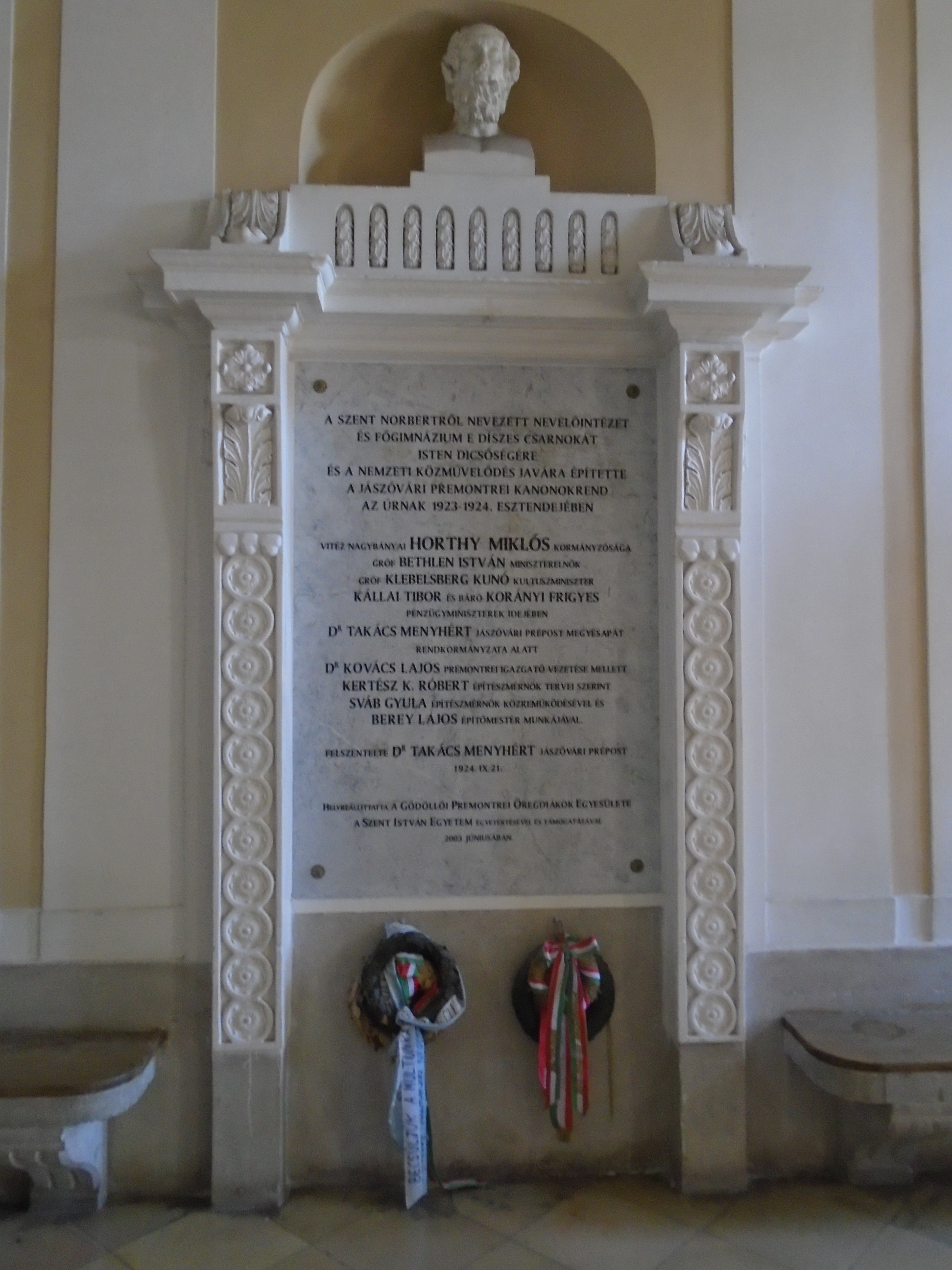
Szent Norbert Nevelőintézet és Főgimnázium csarnoka, Páter Károly utca 1.
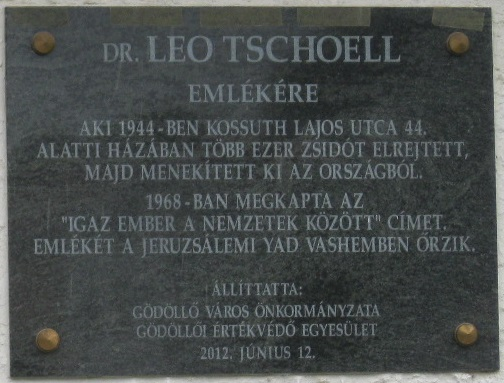
Leo Tschoell, Kossuth Lajos utca 5-7.
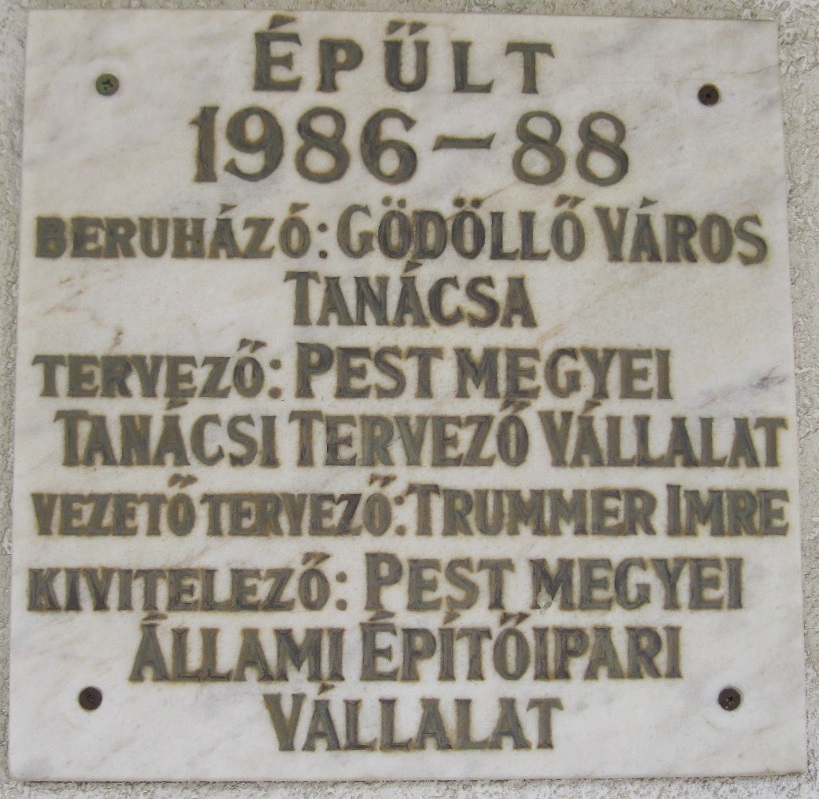
Török Ignác Gimnázium, Petőfi Sándor utca 12-14.
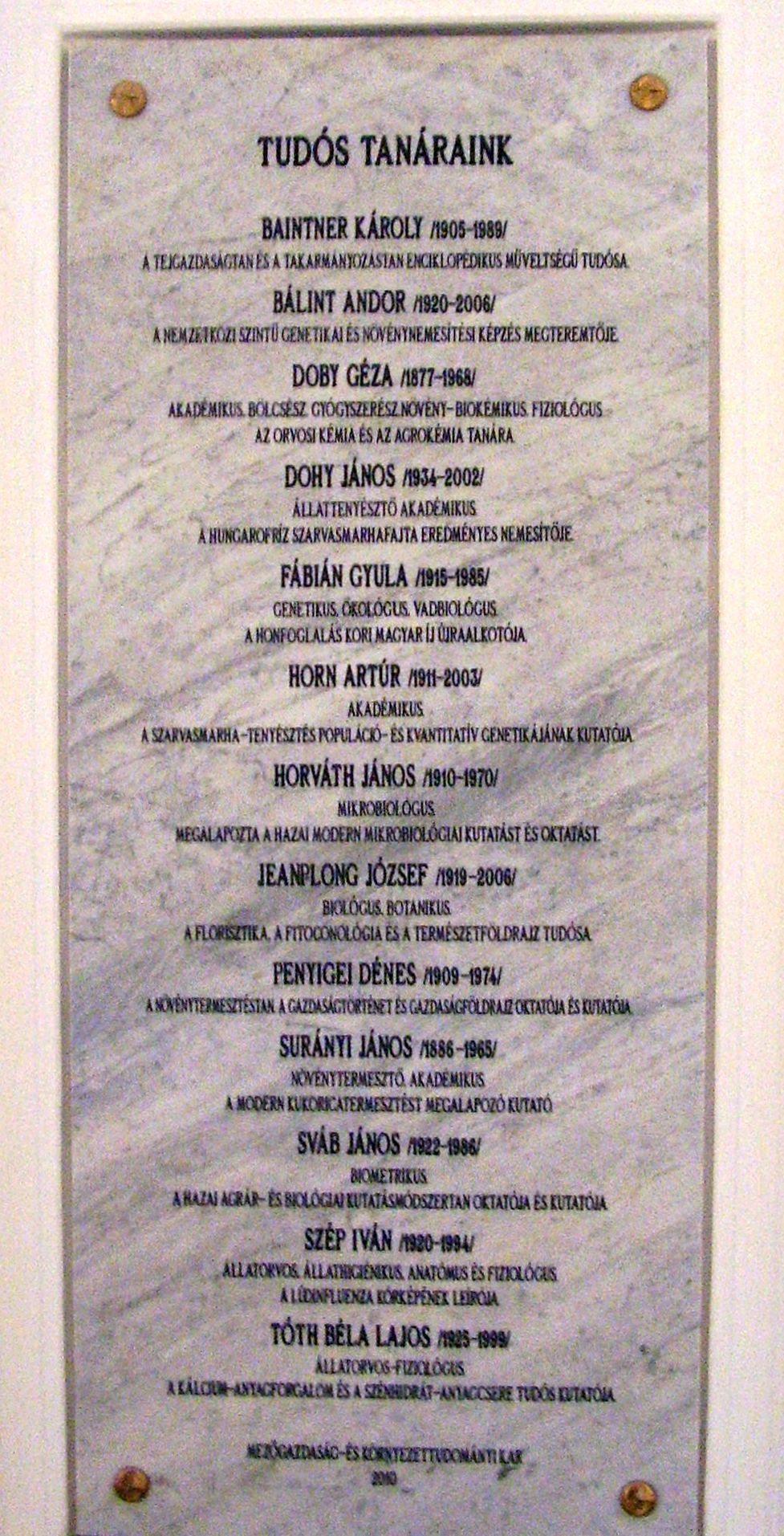
tudós tanáraink, Páter Károly utca 1.

## Utcaindex
| Babatpuszta (-) Istállókastély Dobó Katica utca (2.) Montágh Imre Dózsa György út (8.) Antall József, épület emléktábla (30.) Berente István Isaszegi út (42.) Sík Sándor Kapucinusok tere (1.) Bóta Ernő, Máriabesnyői Nagyboldogasszony Bazilika Kossuth Lajos utca (1.) Moór János (2.) Kossuth Lajos (5-7.) fasizmus áldozatai, Leo Tschoell Kotlán Sándor utca (1.) Kotlán Sándor Körösfői Kriesch Aladár utca (6.) Remsey Jenő György (28.) Körösfői-Kriesch Aladár Köztársaság út (63.) Ottlik Géza Légszesz utca (10.) Hajós Alfréd Magyar Kázmér köz (1.) Magyar Kázmér Mihály Dénes köz (1.) Mihály Dénes | Nagy Sándor köz (1.) Nagy Sándor Páter Károly utca (1.) Antal József, Győrffy Béla, hadifogolytábor, Kosáry Domokos, Máthé Imre, Páter Károly, II. Rákóczi Ferenc, Szent István Egyetem Gépészmérnöki Kar eltávozott tanárai, Szent István Egyetem Gépészmérnöki Kar épületének újjáépítése, Szent Norbert Nevelőintézet és Főgimnázium csarnoka, tudós tanáraink Petőfi Sándor tér (1.) Hetzel Henrik és Hetzel Frigyes (16.) Petőfi Sándor Petőfi Sándor utca (12-14.) Török Ignác Gimnázium Szabadság tér (?) Gödöllői HÉV (5.) Hamvay-kúria, Nemeskéri-Kiss Géza (9.) Bocskai-szabadságharc, Rákóczi-szabadságharc, református templom (10.) Atzél Ede, régi községháza (18.) Kirchhofer József (19.) régi lakóház Szabadság út (-) gödöllői aluljáró (9.) Balázsovich András és Kiss Antal, Rákos Pál (28.) első világháborús gödöllői tűzoltó hősi halottak Táncsics Mihály utca (10.) Csikász László Testvérvárosok útja (2.) „Kismuki” |

- A Wikimédia Commons tartalmaz Emléktáblák Gödöllőn témájú kategóriát.